# Rutenia subcarpatica
La Rutenia (sub)carpatica è una piccola regione storica e geografica dell'Europa centro-orientale situata nell'attuale Ucraina occidentale (nell'oblast' di Transcarpazia). La regione dichiarò brevemente la sua indipendenza nel 1939 come Ucraina Carpatica; sue città principali sono Užhorod e Mukačevo.
La Rutenia subcarpatica è situata nel versante danubiano dei Carpazi, che la delimitano nettamente dalla Galizia polacca e ucraina. Il territorio è quasi totalmente montagnoso e composto da valli parallele tributarie del Tibisco. Appena ai piedi degli ultimi rilievi, in prossimità dell'inizio della pianura Pannonica, il confine della Rutenia subcarpatica segue approssimativamente il corso del fiume Tibisco.
L'oblast' di Transcarpazia è una regione etnicamente diversificata, abitata da ucraini, ruteni, lemko (considerati un sottogruppo dei ruteni) e ungheresi, e altre popolazioni di lingua ungherese (szekely e csángó), slovacchi, rumeni e bulgari, inoltre ci sono anche piccole minoranze di hutsuli (anch'essi considerati un sottogruppo dei ruteni), ebrei, rom. I ruteni abitano anche alcune zone all'estremità orientale della Slovacchia (regioni di Prešov e Košice), nonché nella Polonia sud-orientale (lemko).

## Nomi
Nel corso della sua storia, la regione ha avuto varie denominazioni:
- Rutenia subcarpatica (ossia la parte della Rutenia ai piedi dei Carpazi); in ceco e slovacco: Podkarpatská Rus; in ucraino: Підкарпатська Русь o o Pidkarpats'ka Rus'
- Rutenia carpatica (variante di quanto sopra); in ceco e slovacco: Karpatská Rus; in ruteno e ucraino: Карпатська Русь o Karpats'ka Rus'; in ungherese: Kárpátalja;
- Rutenia (dizione impropria, perché la Rutenia è un concetto storico-geografico più ampio);
- Ucraina transcarpatica (ossia la parte dell'Ucraina al di là dei Carpazi, secondo il punto di vista ucraino); in ceco e slovacco: Zakarpatská Ukrajina; in ucraino: Закарпатська Русь o Zakarpats'ka Rus';
- Ucraina subcarpatica (variante di quanto sopra, secondo il punto di vista occidentale); in ceco e slovacco: Podkarpatská Ukrajina;
- Ucraina carpatica (variante di quanto sopra, un po' più imprecisa perché non specifica che la regione si estende solo sul lato meridionale dei Carpazi - dal punto di vista storico tuttavia ha un significato ben preciso, perché si applica allo stato che fu indipendente per un giorno nel 1939); in ceco e slovacco: Karpatská Ukrajina; in ucraino: Karpats'ka Ukraïna; in tedesco: Karpatenukraine;
- Subcarpazia (traduzione dai rispettivi lemmi nelle lingue slave); in ceco e slovacco: Podkarpatsko;
- Transcarpazia (dal punto di vista ucraino, altrimenti bisognerebbe parlare di "Ciscarpazia", ma il termine non è usuale); in ceco e slovacco: Zakarpatsko; in ucraino: Zakarpattja; in romeno: Transcarpatia; polacco: Zakarpacie.

## Storia

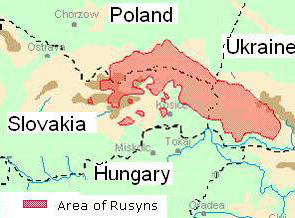
Il territorio originario dei ruteni: comprende la maggior parte dell'oblast' di Transcarpazia, la parte sud-orientale della Polonia e parte delle regioni di Prešov e Košice in Slovacchia.

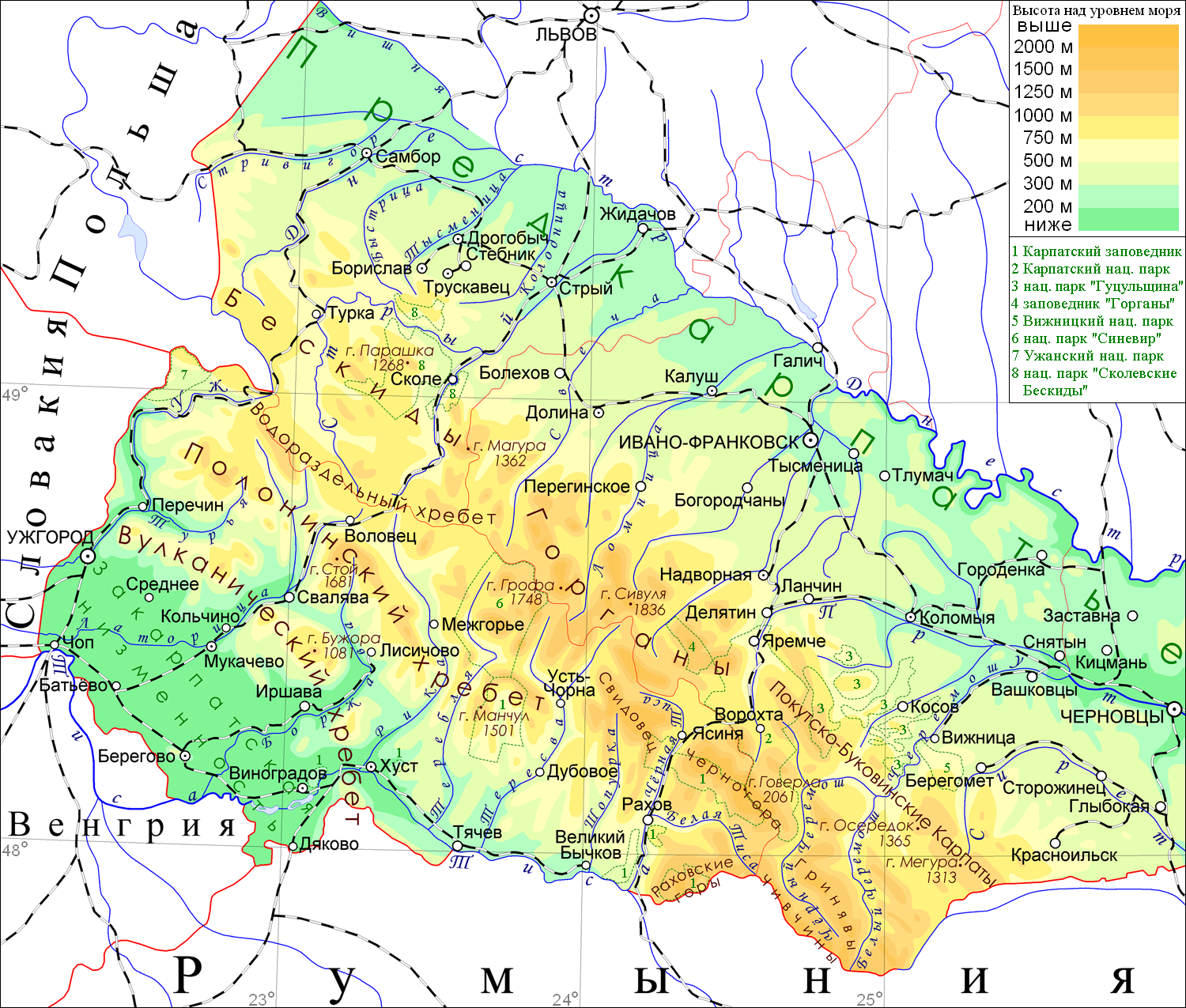
Il tratto ucraino della catena montuosa dei Carpazi: gli ucraini chiamano Transcarpazia la regione a ovest dei Carpazi.

### Antichità e alto medioevo
Durante la tarda età del bronzo nel II millennio a.C., la regione era caratterizzata dalla cultura di Stanove. I residenti acquisirono l'abilità di lavorazione dei metalli più avanzati solo con l'arrivo dei Traci da sud con la cultura di Kuštanovycja nel VI-III secolo a.C. Successivamente, nel V-III secolo a.C. dall'Occidente arrivarono i Celti con l'abilità di fusione del ferro e la cultura di La Tène. Per un certo periodo di tempo si verificò una simbiosi traco-celtica nella regione, e poi apparvero anche i Bastarni. In quel tempo erano anche presenti popoli Sciti di lingua iranica e successivamente la tribù sarmata degli Iazigi. L'insediamento proto-slavo è datato tra il II secolo a.C. e il II secolo d.C., e durante il periodo delle grandi migrazioni si ritiene che la regione sia stata attraversata da Unni e Gepidi (IV secolo) e Avari della Pannonia (VI secolo).
Nell'VIII e IX secolo, le valli delle pendici settentrionali e meridionali dei Carpazi furono colonizzate dalla tribù slava dei Croati bianchi, che erano strettamente imparentati con le tribù slavo-orientali che abitavano Ciscarpazia, Volinia, Transnistria e Ucraina del Dnepr. Mentre alcuni croati bianchi rimasero indietro nella Rutenia dei Carpazi, altri si spostarono verso sud nei Balcani nel VII secolo. Coloro che rimasero furono conquistati dalla Rus' di Kiev alla fine del X secolo.

### Arrivo dei magiari e basso medioevo
Nell'896 i Magiari attraversarono la catena dei Carpazi e migrarono nel bacino della Pannonia.  La cronaca di Nestore riporta che le tribù ungheresi dovettero combattere contro i Volochi e si stabilirono tra gli slavi mentre si recavano in Pannonia. Il principe Laborec cadde dal potere sotto gli sforzi degli ungheresi e delle forze di Kiev.
Durante il X secolo e per la maggior parte del secolo successivo il territorio rimase un confine tra il Regno d'Ungheria a sud e il Principato di Galizia della Rus' di Kiev, a nord.
Gli slavi del nord (Galizia) e dell'est - che arrivarono dalla Podolia attraverso i passi montani della Transilvania - continuarono a stabilirsi in piccole quantità in varie parti del confine carpatico, che gli ungheresi e altri scrittori medievali chiamarono Marchia Ruthenorum - la marca di Rus'. Questi nuovi immigrati, provenienti dal nord e dall'est, come gli slavi che già vivevano nella Rutenia carpatica, nell'XI secolo erano diventati noti come il popolo di Rus' o Russini/Ruteni. Molti abitanti locali furono assimilati. La nobiltà locale slava si sposava spesso con i nobili ungheresi a sud. Il principe Rostislav Michajlovič, un nobile ruteno incapace di continuare il dominio di Kiev della sua famiglia, governò gran parte della Rutenia subcarpatica dal 1243 al 1261 per suo suocero, Béla IV d'Ungheria.
La diversità etnica del territorio aumentò con l'afflusso di circa 40.000 coloni Cumani, che arrivarono nel bacino della Pannonia dopo la loro sconfitta di Vladimir II di Kiev nel XII secolo e la loro ultima sconfitta per mano dei Mongoli nel 1238.
Durante il primo periodo dell'amministrazione ungherese, una parte dell'area era inclusa nella marca di confine di Gyepű, mentre l'altra parte era inclusa nei comitati di Ung, Borsod e Szatmár. Successivamente, il sistema amministrativo del comitato fu esteso all'intera Rutenia subcarpatica e l'area fu divisa tra i comitati di Ung, Bereg, Ugocsa e Máramaros. Alla fine del XIII e all'inizio del XIV secolo, durante il crollo del potere centrale nel Regno d'Ungheria, la regione faceva parte dei domini degli oligarchi semi-indipendenti Amade Aba e Miklós Pok. Dal 1280 al 1320, la parte nord-occidentale della Rutenia dei Carpazi faceva parte del Regno di Galizia-Volinia.
Tra il XII e il XV secolo, l'area fu probabilmente colonizzata da gruppi ortodossi orientali di Valacchi accompagnati da popoli ruteni. La lingua rutena andò formandosi nel tempo e creando una cultura distinta dalle principali aree di lingua rutena. Nel corso del tempo, a causa dell'isolamento geografico e politico dal principale territorio di lingua rutena, gli abitanti hanno sviluppato caratteristiche distintive.

### Il dominio ungherese (1526-1918)
Ruteni

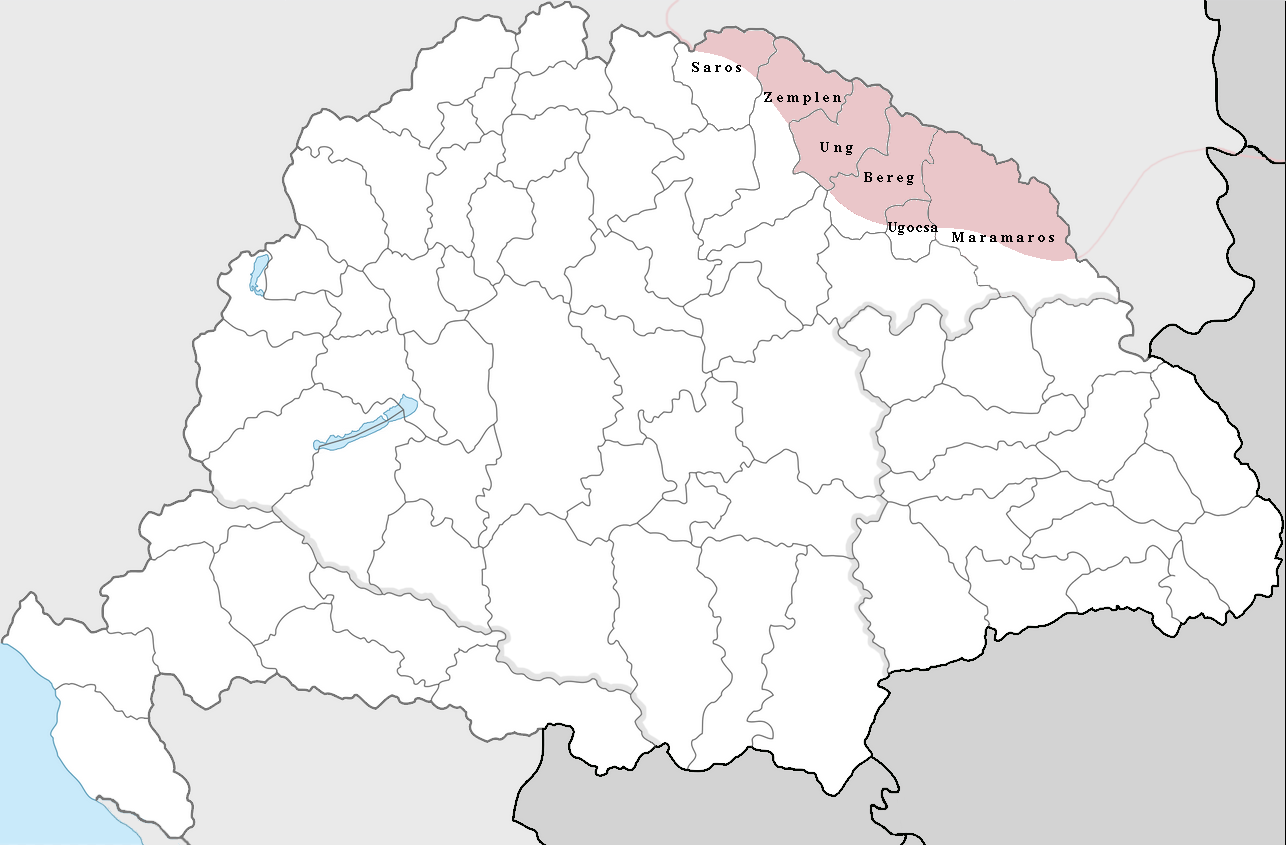
I sei comitati subcarpatici del Regno d'Ungheria

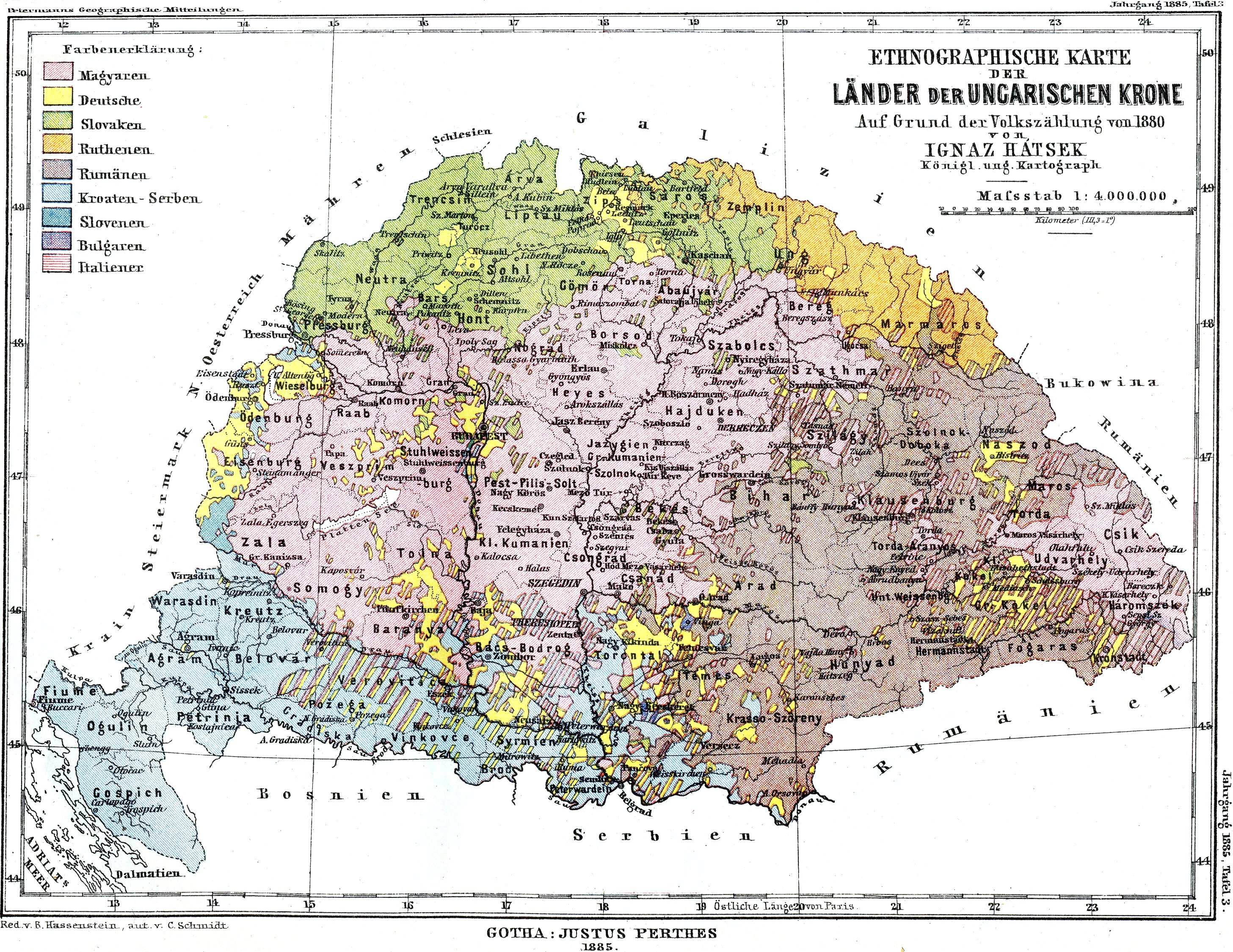
Mappa etnografica delle terre della corona di Santo Stefano nel 1885
Ruteni

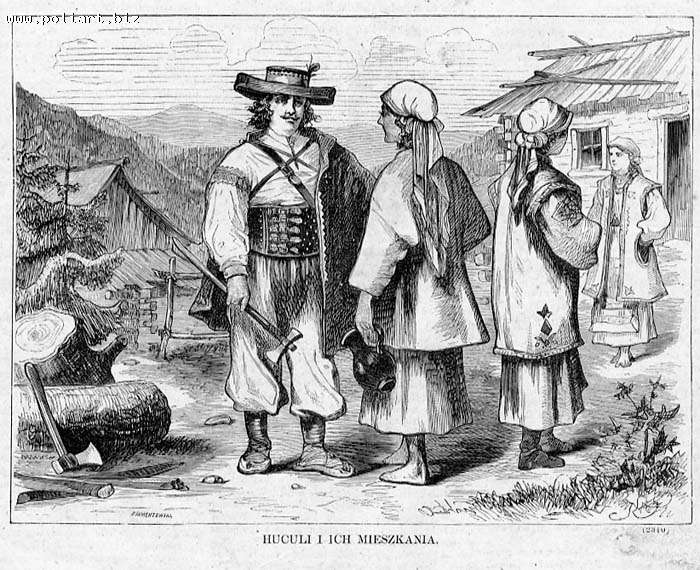
Ritratto di Hutsuli dei monti Carpazi, 1872 circa

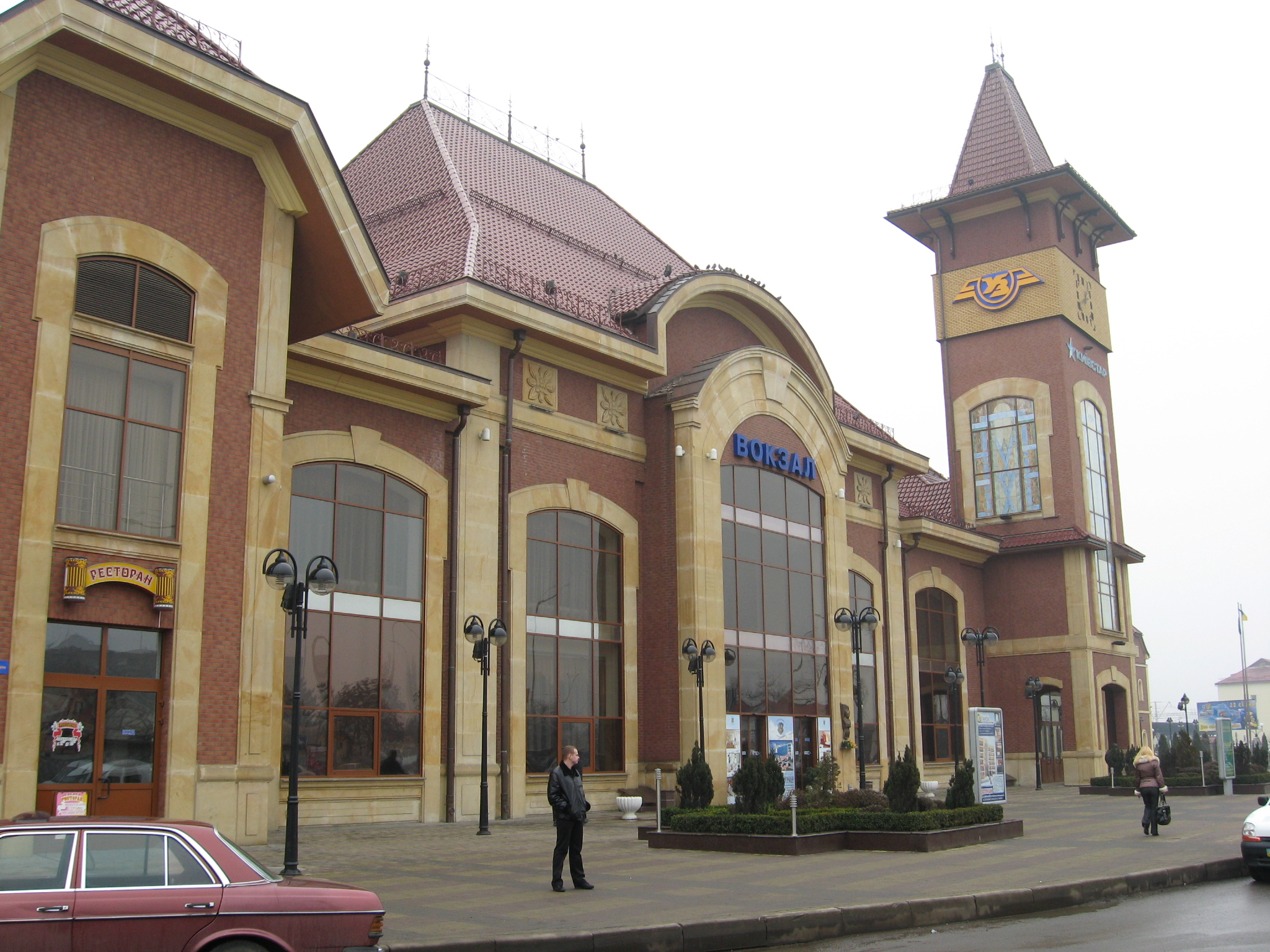
Stazione ferroviaria di Užhorod/Ungvár, aperta nel 1872

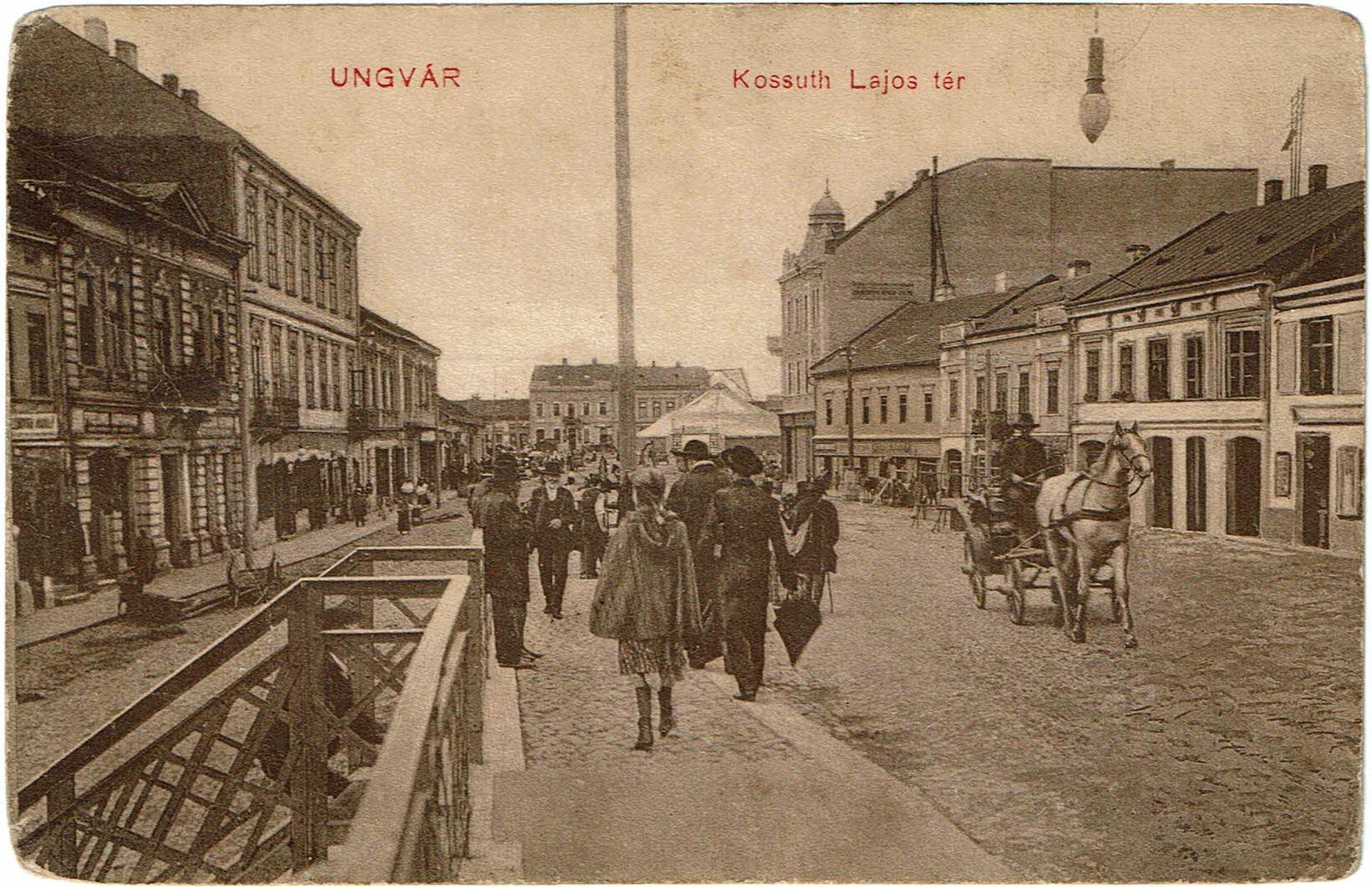
Ebrei in piazza Lajos Kossuth a Užhorod/Ungvár, 1915

Dal 1526, la regione fu divisa tra la monarchia asburgica (ovvero il suo Regno d'Ungheria) e il Regno dell'Ungheria orientale, vassallo ottomano - dal 1570 Principato di Transilvania. Parte della Rutenia subcarpatica sotto amministrazione asburgica fu inclusa nel Capitanato dell'Alta Ungheria, che era una delle unità amministrative del Regno ungherese degli Asburgo. Durante questo periodo, è emerso un fattore importante nell'identità culturale rutena, vale a dire la religione. Furono istituiti l'Unione di Brest (1595) e di Užhorod (1646), facendo sì che le Chiese bizantine della Galizia e della Rutenia passassero sotto la giurisdizione di Roma, stabilendo così due Chiese cattoliche di rito orientale nella regione, la Chiesa greco-cattolica rutena e la Chiesa greco-cattolica ucraina, chiamate "chiese uniati".
Fino al 1648 l'intera regione faceva parte del Principato di Transilvania e tra il 1682 e il 1685 la sua parte nord-occidentale fu amministrata dal Principato (vassallo ottomano) del principe Imre Thököly, mentre le parti sud-orientali rimasero amministrate dalla Transilvania. Dal 1699, l'intera regione divenne parte della monarchia asburgica e fu divisa tra il Regno d'Ungheria e il Principato di Transilvania. Successivamente, l'intera regione fu inclusa nel Regno di Ungheria.
All'epoca della Rivoluzione ungherese del 1848 i ruteni sotto la guida di Adolf Dobrjan'skyj espressero una fase risorgimentale. Da un lato reagirono ai tentativi di magiarizzazione perpetrati dal governo del Regno d'Ungheria. Invano richiesero la separazione dal Regno d'Ungheria per confluire nell'Austria riunendosi alla Galizia o la formazione con quest'ultima di un terzo soggetto dell'Impero asburgico. Inizialmente i ruteni, nell'ambito di ideologie panslaviste perseguirono l'unione tra tutti i popoli slavi, ricercando anche una parentela etnica con i russi, che veniva fatta risalire ai tempi dell'antica Rus'. Questa prima tendenza fu definita russofilia o moscofilia. Più tardi, a partire soprattutto dagli anni 1870, si sviluppò una nuova tendenza ucrainofila. Una delle cause del fallimento del Risorgimento galiziano-ruteno di dare vita a un nuovo stato nazionale fu proprio la divisione fra russofili e ucrainofili, aggravata dalla repressione da parte del governo ungherese in Rutenia e della maggioranza polacca in Galizia.
Tra il 1850 e il 1860 il regno ungherese degli Asburgo fu diviso in cinque distretti militari e la regione fece parte del distretto militare di Košice. Dopo il 1867, la regione fu inclusa amministrativamente nella Transleitania o nella parte ungherese dell'Austria-Ungheria.
Le industrie erano quasi del tutto assenti, le prime ferrovie erano giunte solamente nel 1872 (linee Budapest-Užhorod e Leopoli-Budapest) e le terre appartenevano ai grandi latifondisti ungheresi che vi si recavano spesso solamente per la caccia. A quei tempi la popolazione era a stragrande maggioranza analfabeta, e a partire dal 1880 prese massicciamente la via dell'emigrazione negli Stati Uniti.
Nel 1910, la popolazione della Rutenia subcarpatica comprendeva 605.942 persone, di cui 330.010 (54,5%) di lingua rutena, 185.433 (30,6%) di lingua ungherese, 64.257 (10,6%) di lingua tedesca, 11.668 (1,9%) di lingua rumena, 6.346 (1%) parlanti di lingua slovacca o ceca e 8.228 (1,4%) di altre lingue.
Comitati storici del Regno d'Ungheria

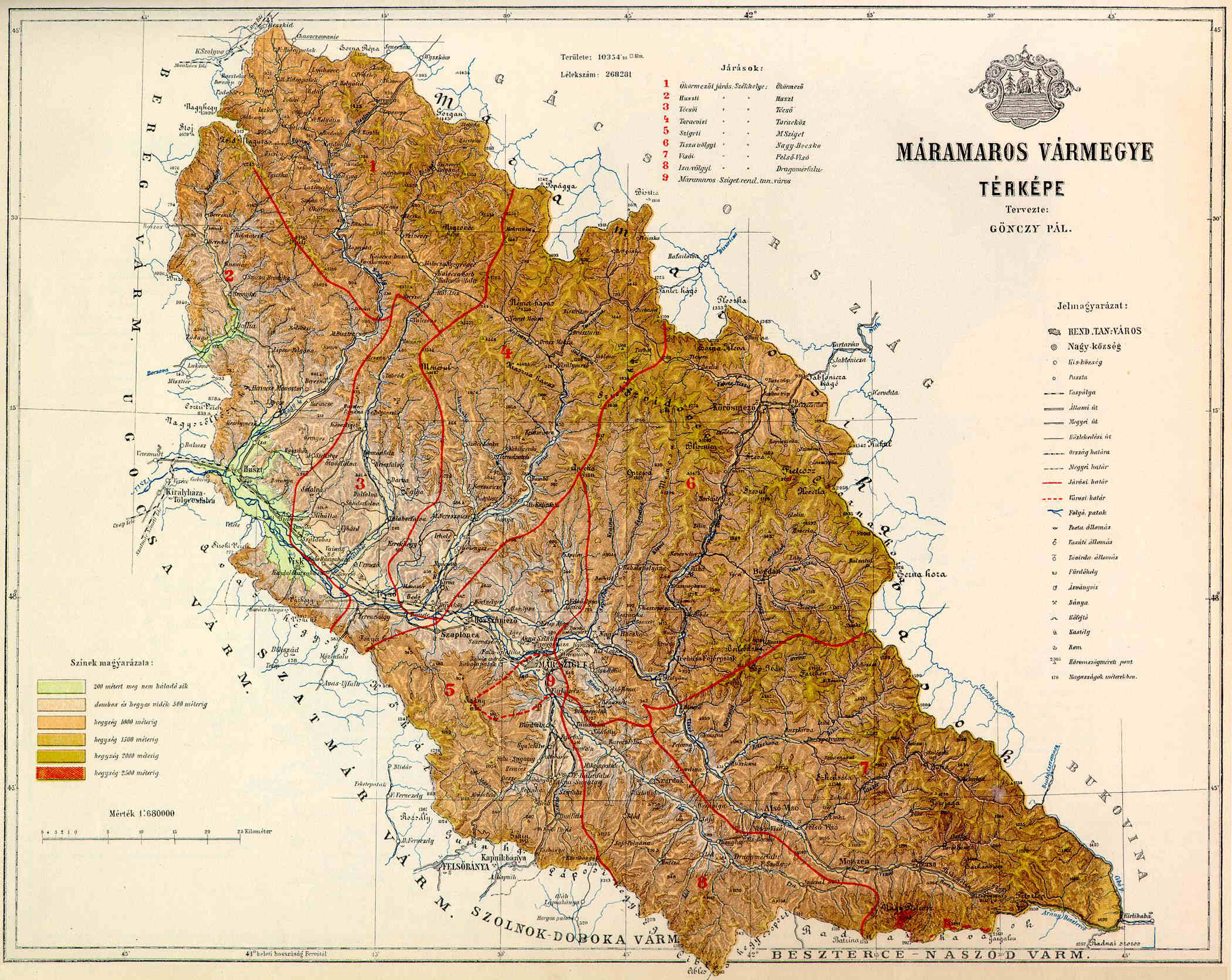
Comitato di Máramaros
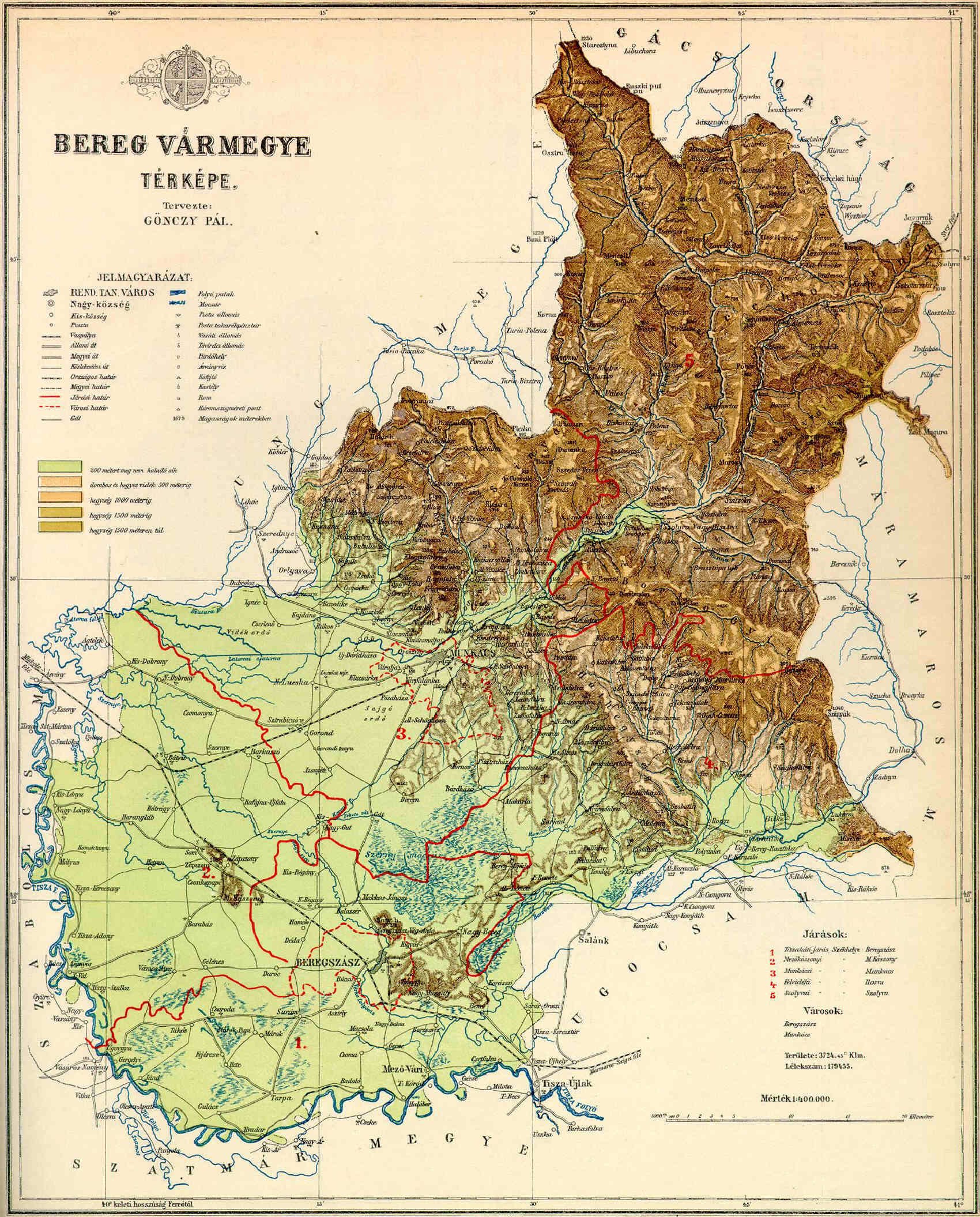
comitato di Bereg
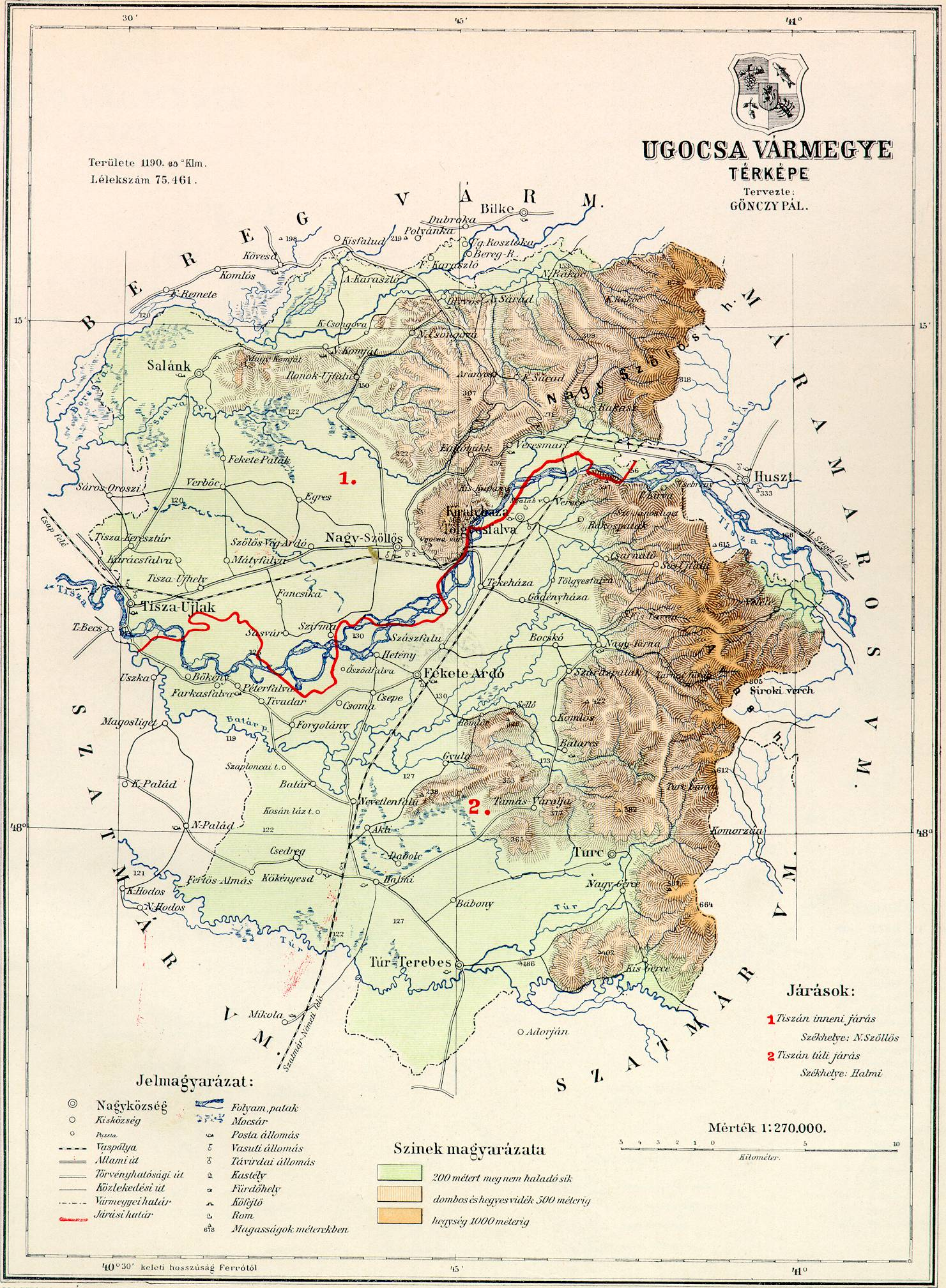
Comitato di Ugocsa
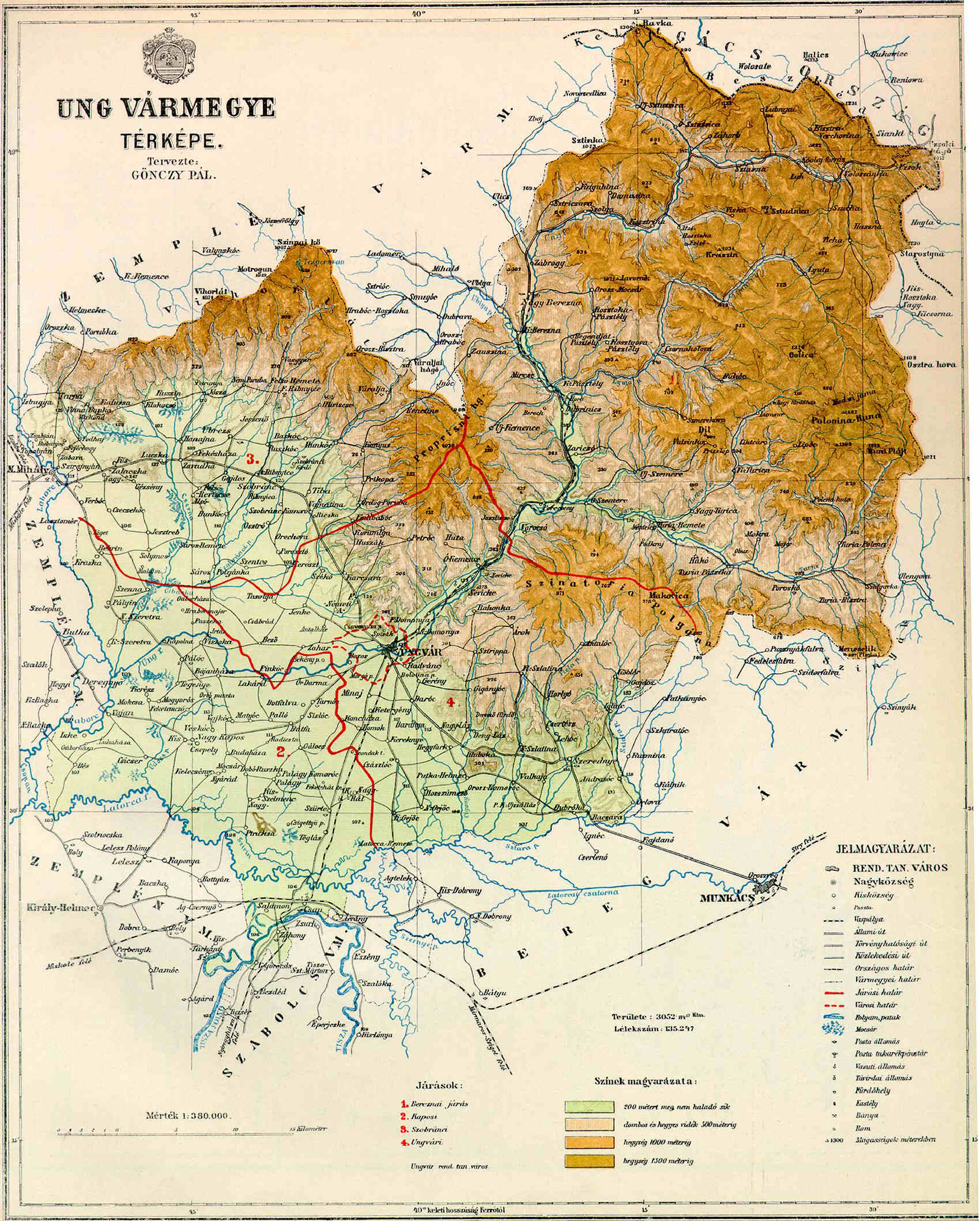
Comitato di Ung

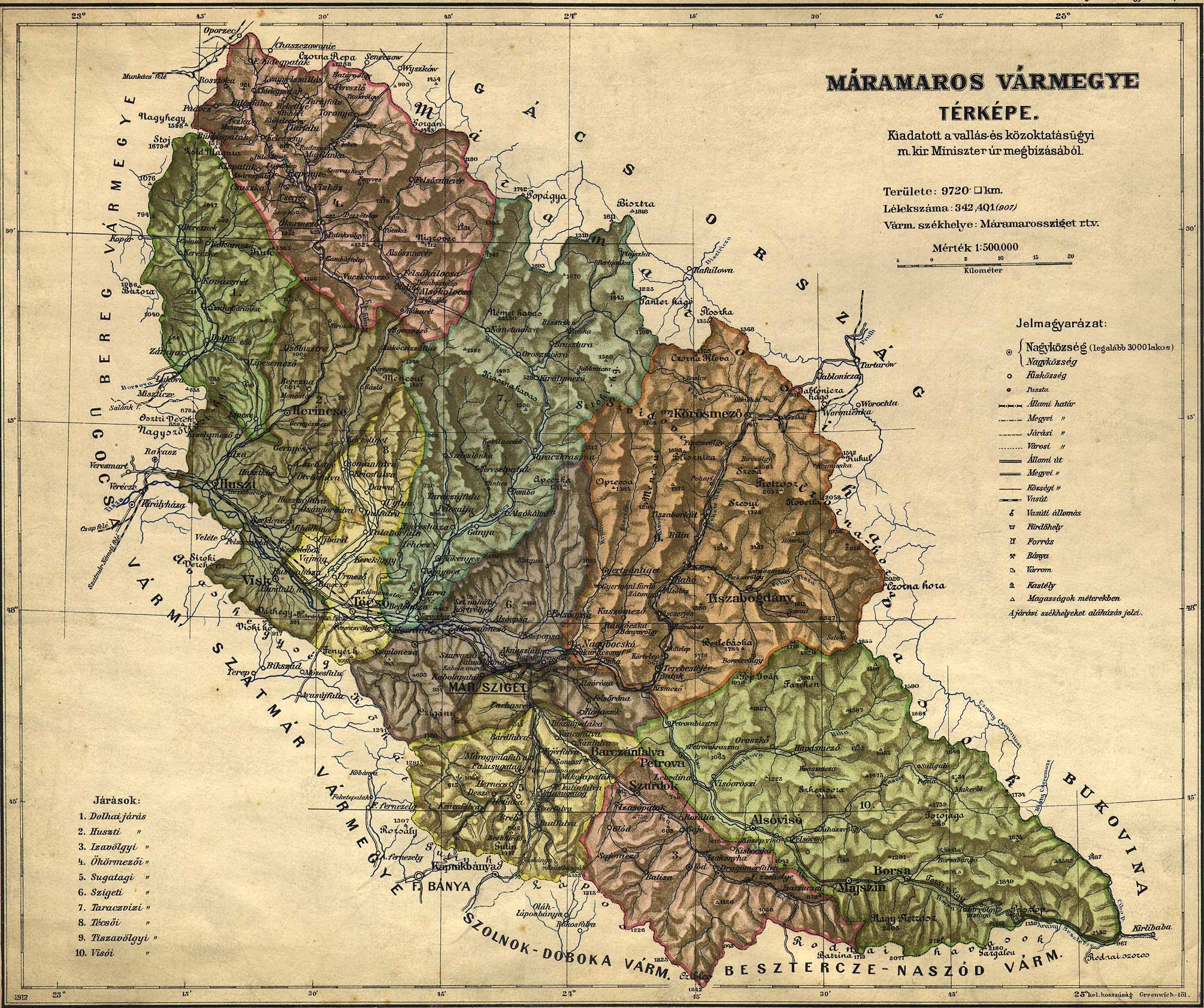
Mappa amministrativa del comitato di Máramaros nel Regno d'Ungheria
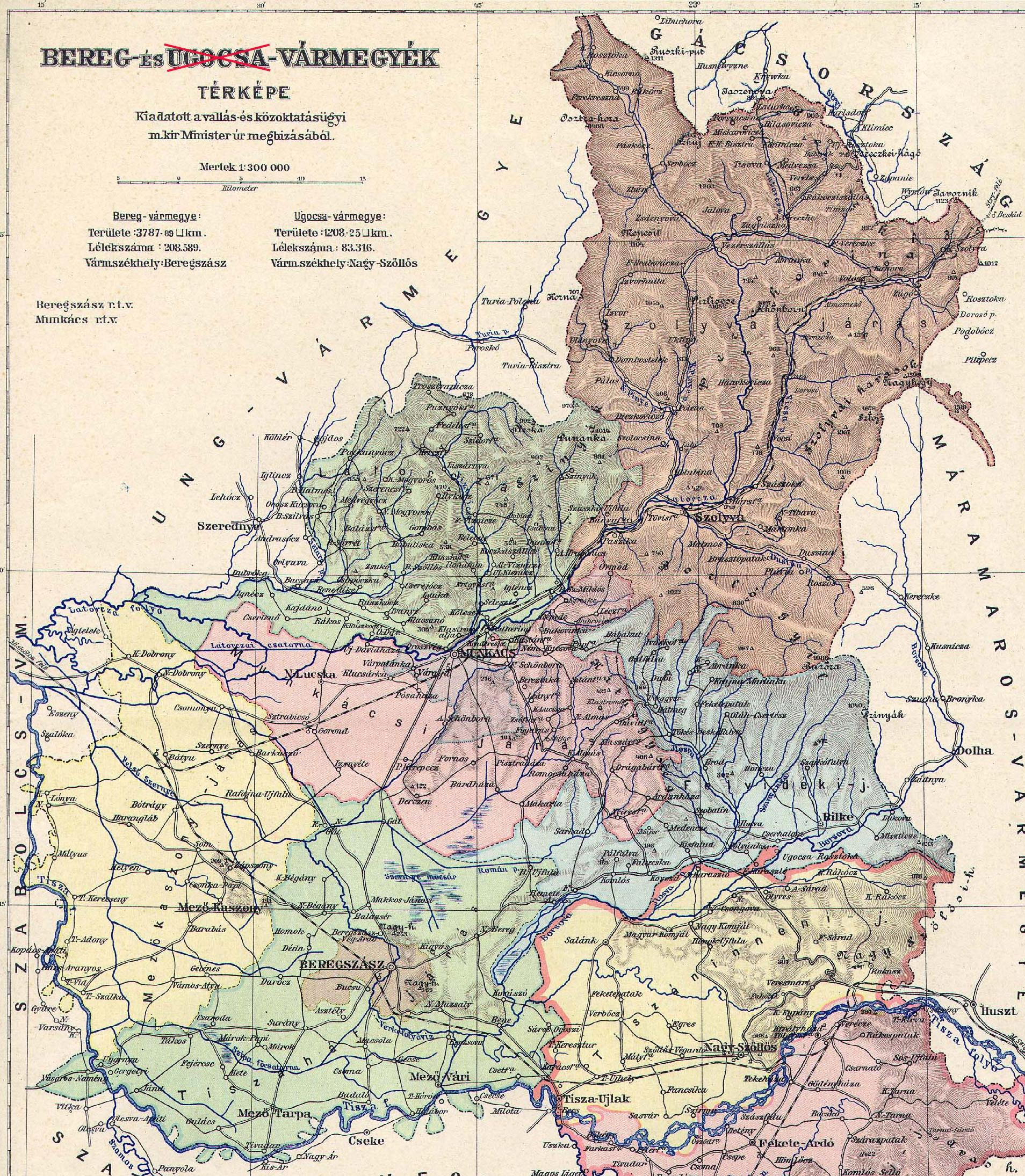
Mappa amministrativa del comitato di Bereg nel Regno di Ungheria
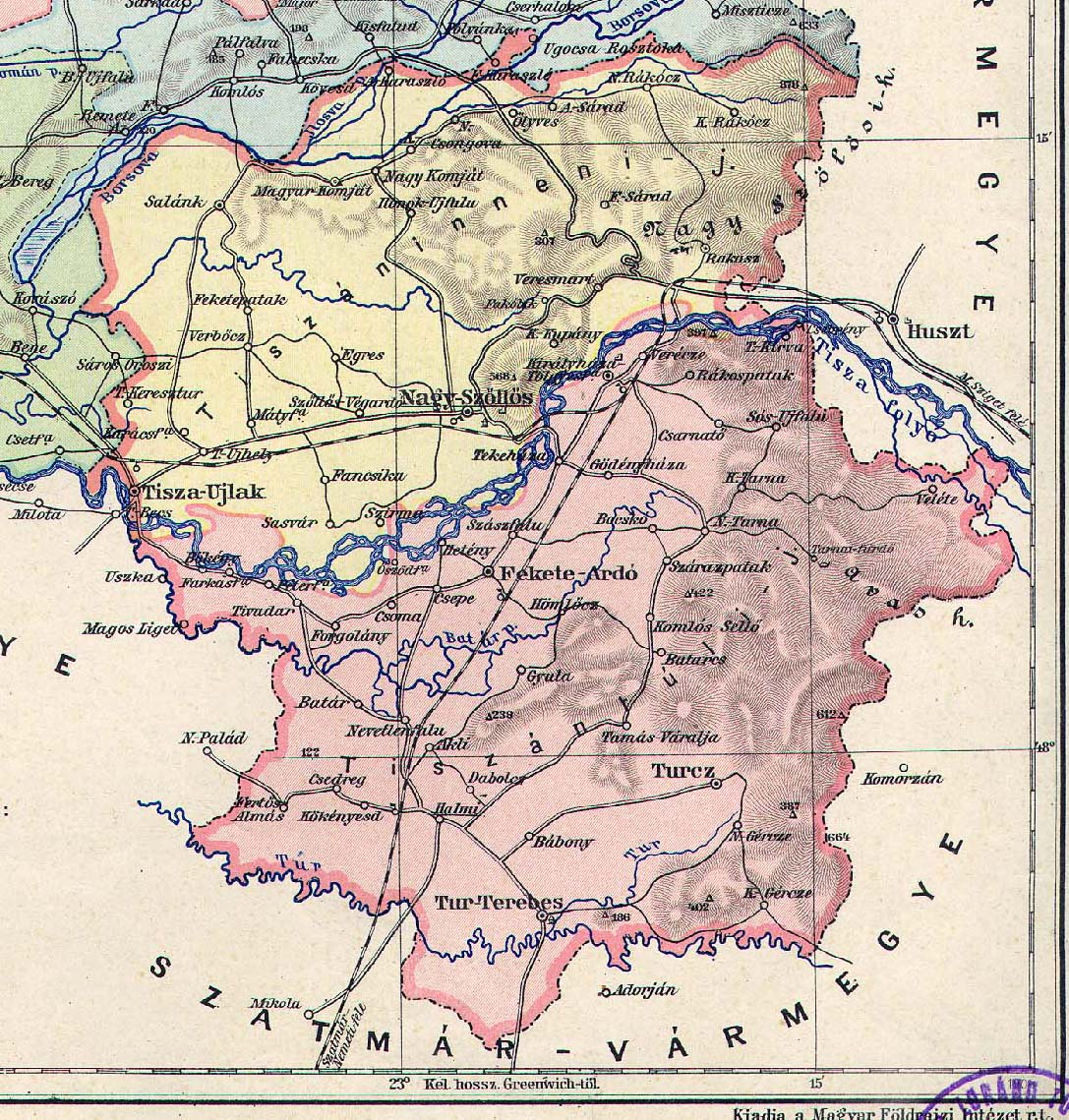
Mappa amministrativa del comitato di Ugocsa nel Regno di Ungheria
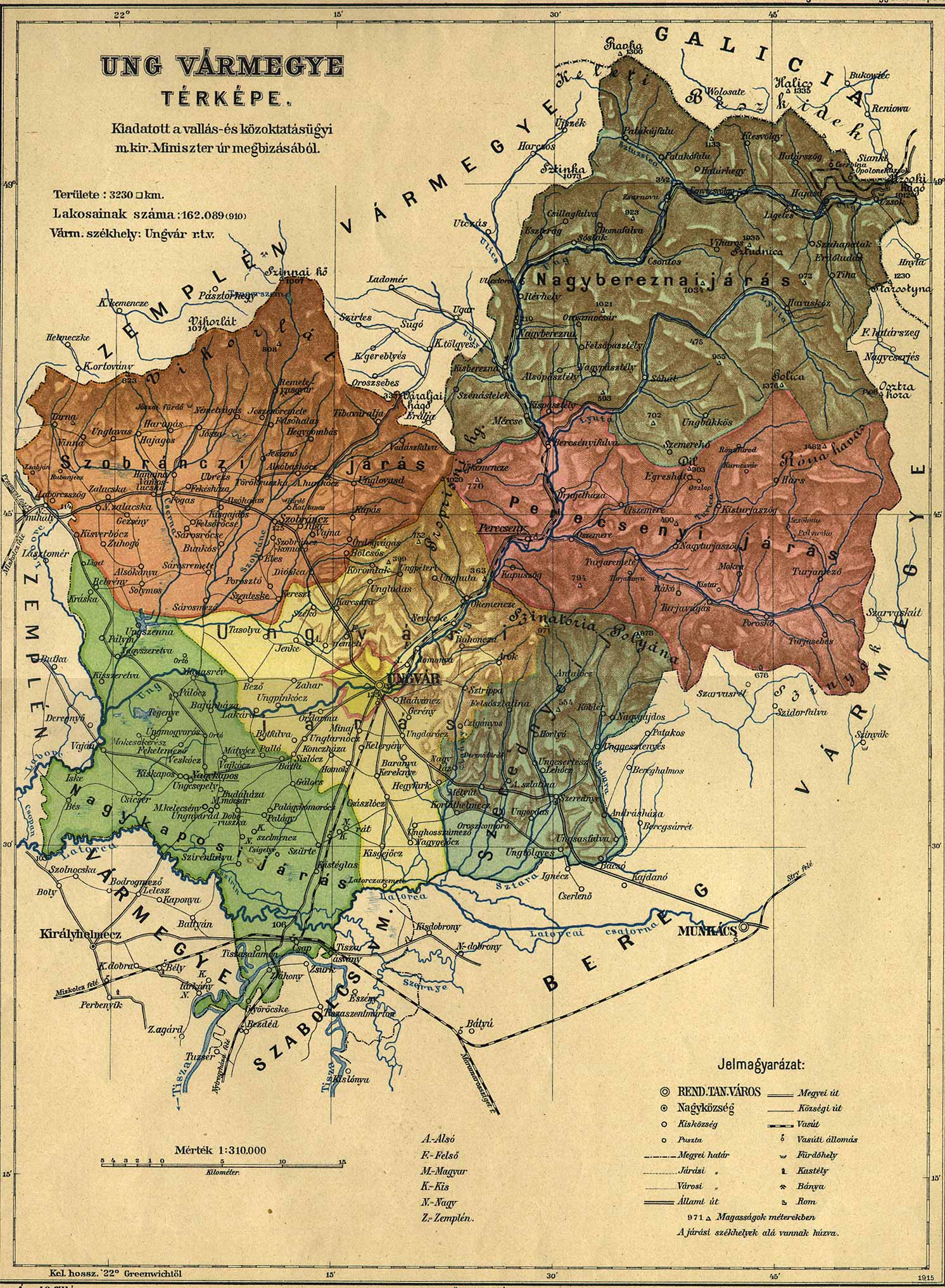
Mappa amministrativa del comitato di Ung nel Regno di Ungheria

### Transizione post-bellica (1918-1919)

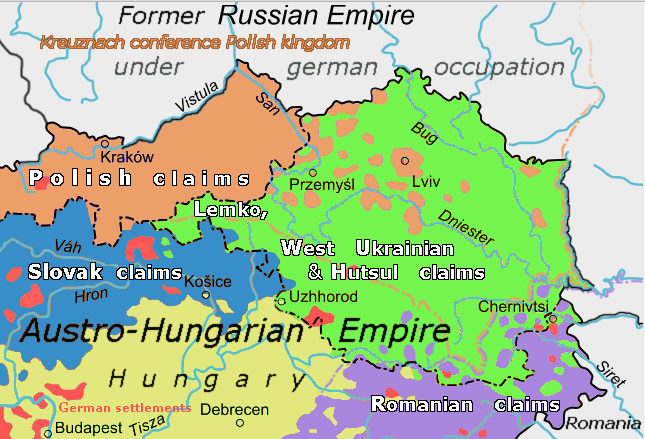
La Repubblica huzula era parte del territorio rivendicato dalla Repubblica Popolare dell'Ucraina Occidentale (1918)

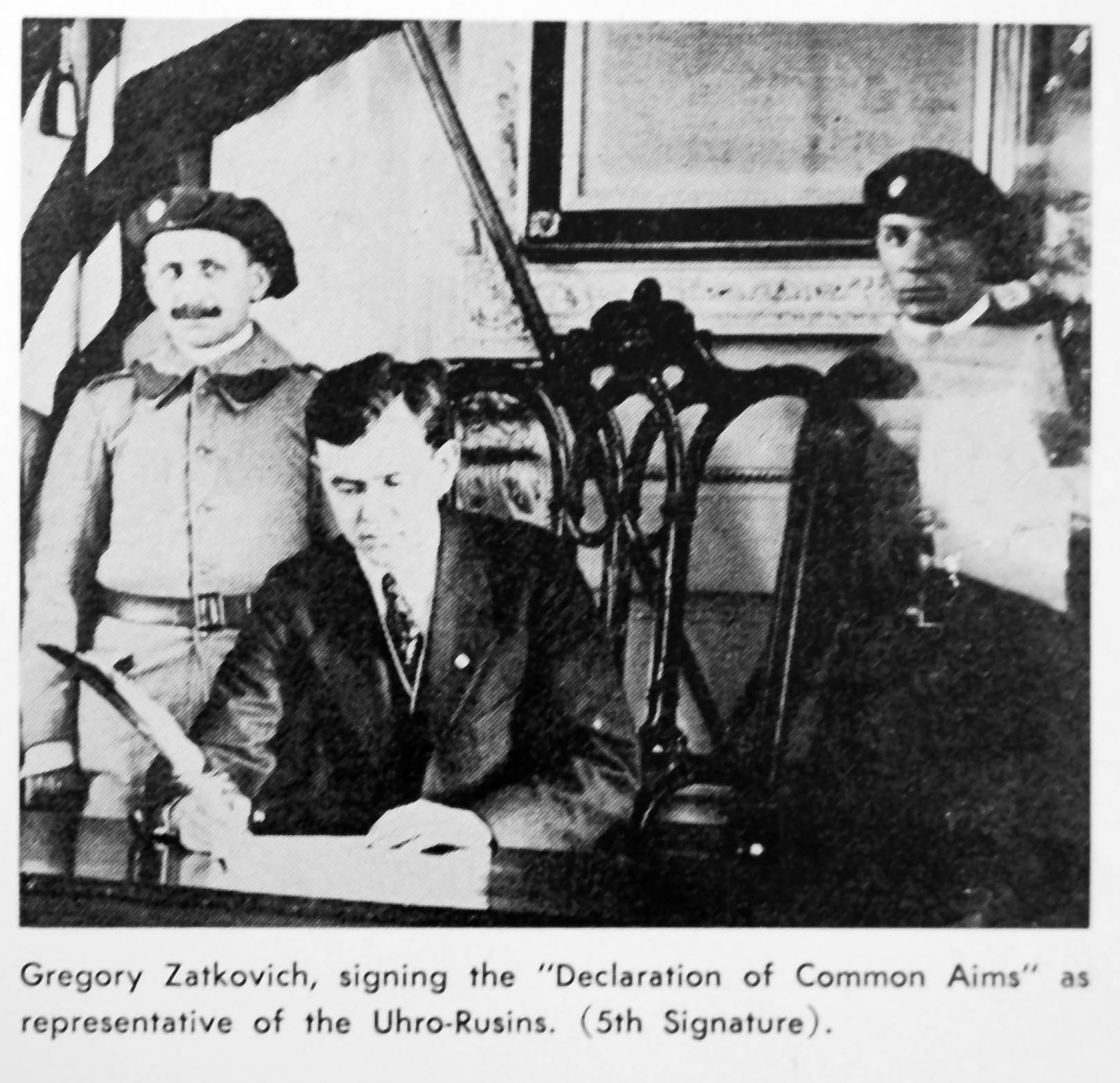
Grigorij Žatkovič firma la "Dichiarazione sugli obiettivi comuni" nell'Independence Hall di Filadelfia, 26 ottobre 1918.

Dopo la prima guerra mondiale, la monarchia austro-ungarica crollò e la regione fu brevemente rivendicata (nel 1918 e nel 1919) come parte della Repubblica Nazionale dell'Ucraina Occidentale. Tuttavia, la regione era, per la maggior parte di questo periodo, controllata dalla neo-costituita Repubblica Democratica di Ungheria indipendente, con un breve periodo di controllo dell'Ucraina occidentale.
La Repubblica huzula fu proclamata l'8 novembre 1918 ed esistette fino all'11 giugno 1919, quando fu occupata senza opporre resistenza dalla truppe romene che rimasero nella regione fino a dopo il Trattato di Saint-Germain.
L'8 novembre 1918 si tenne nella Rutenia occidentale il primo Consiglio nazionale (il Consiglio di Stará Ľubovňa, che fu successivamente riconvocato come Consiglio di Prešov). Il primo di molti consigli, esso affermò il volere dei suoi membri di separarsi dal nuovo stato ungherese, ma senza specificare una particolare soluzione - solo che essa doveva comportare il diritto all'autodeterminazione.
Nei mesi successivi i consigli si riunivano ogni poche settimane, chiedendo varie soluzioni. Alcuni volevano rimanere parte dello stato ungherese ma con maggiore autonomia; il più notevole di questi, il Consiglio di Užhorod (9 novembre 1918), si dichiarò rappresentante del popolo ruteno e iniziò i negoziati con le autorità ungheresi, con conseguente adozione della legge n. 10, rendendo autonome quattro delle contee rutene. Altri consigli, come le riunioni del Concilio nazionale carpatico-ruteno a Chust (novembre 1918), chiesero l'unificazione con uno stato ucraino. Fu solo all'inizio del gennaio 1919 che apparvero i primi appelli per l'unione con la Cecoslovacchia.
In precedenza, nel luglio 1918, gli immigrati ruteni negli Stati Uniti si erano convocati e avevano chiesto la completa indipendenza della regione. In caso contrario, affermavano, avrebbero cercato di unirsi con la Galizia e Bucovina; e in mancanza di ciò, avrebbero richiesto l'autonomia, sebbene non avessero specificato in quale stato. Si avvicinarono al governo americano e gli fu detto che l'unica opzione praticabile era l'unificazione con la Cecoslovacchia. Il loro leader, Grigorij Žatkovič, firmò quindi l '"Accordo di Filadelfia" con il presidente cecoslovacco Tomáš Masaryk, garantendo l'autonomia dei ruteni all'unificazione con la Cecoslovacchia il 25 ottobre 1918. Un referendum si tenne tra le parrocchie rutene degli Stati Uniti nel novembre 1918, con un 67% a favore. Un altro 28% votò per l'unione con l'Ucraina e meno dell'uno per cento ciascuno per Galizia, Ungheria e Russia. Meno del 2% desiderava la completa indipendenza.
Nell'aprile del 1919 fu istituito il controllo cecoslovacco sul territorio, quando le truppe cecoslovacche entrarono nell'area in coordinamento con le forze rumene che arrivavano da est - entrambe sotto gli auspici francesi. In una serie di battaglie esse sconfissero e schiacciarono le milizie locali della neo-formata Repubblica sovietica ungherese, il cui obiettivo proclamato era "unire i lavoratori ungheresi, ruteni ed ebrei contro gli sfruttatori delle stesse nazionalità". I simpatizzanti comunisti accusarono i cecoslovacchi e i rumeni di atrocità, come impiccagioni pubbliche e il massacro a morte di prigionieri feriti.
Questi combattimenti impedirono l'arrivo degli aiuti sovietici, per i quali i comunisti ungheresi speravano invano; i bolscevichi erano inoltre troppo preoccupati della propria guerra civile per aiutarli. La Transcarpazia, così come una regione più ampia, fu occupata dalla Romania dall'aprile 1919 fino a luglio o agosto 1919, e poi fu nuovamente occupata dallo stato ungherese.
Nel maggio 1919, un Concilio nazionale centrale si riunì negli Stati Uniti sotto Žatkovič e votò all'unanimità per accettare l'annessione della Rutenia subcarpatica alla Cecoslovacchia. Di nuovo in Rutenia, l'8 maggio 1919, si tenne una riunione generale di rappresentanti di tutti i precedenti consigli che dichiarò che "Il Concilio Nazionale della Rutenia Centrale... approva completamente la decisione del Consiglio Ugro-Ruteno americano di unirsi con la nazione ceco-slovacca sulla base della piena autonomia nazionale". Tale concilio rappresentava un ramo carpatico del movimento russofilo che esisteva nella Galizia austriaca.
Lo scrittore ungherese di sinistra Béla Illés affermò che l'incontro era poco più che una farsa, con vari "notabili" prelevati dalle loro case dalla polizia, trasformati in "Assemblea Nazionale" senza alcuna parvenza di un processo democratico, e di fatto costretti ad approvare l'incorporazione alla Cecoslovacchia. Affermò inoltre che Clemenceau avesse incaricato personalmente il generale francese sul posto di incorporare l'area alla Cecoslovacchia "a tutti i costi", in modo da creare un cuscinetto che separasse l'Ucraina sovietica dall'Ungheria, come parte della politica anti-comunista francese di cordon sanitaire, e che furono i francesi piuttosto che i cecoslovacchi a prendere le decisioni effettive.
Dopo la Conferenza di pace di Parigi, la Rutenia subcarpatica divenne parte della Cecoslovacchia. È discutibile se questo fosse ampiamente popolare tra la popolazione prevalentemente contadina; ciò che contava di più per i ruteni non era il paese a cui si sarebbero uniti, ma che avrebbero ottenuto l'autonomia al suo interno. Dopo la loro esperienza di magiarizzazione, pochi ruteni dei Carpazi erano ansiosi di rimanere sotto il dominio ungherese e desideravano garantirsi l'autodeterminazione.
Mentre erano stati gli stessi ruteni a giungere alla decisione di unirsi allo stato cecoslovacco, è discutibile se la loro decisione abbia influenzato il risultato. Alla Conferenza di pace di Parigi, diversi altri paesi (tra cui Ungheria, Ucraina e Russia) rivendicavano la Rutenia carpatica. Gli alleati, tuttavia, avevano poche alternative alla scelta della Cecoslovacchia. L'Ungheria aveva perso la guerra e quindi rinunciava alle sue pretese; l'Ucraina era considerata politicamente non sostenibile; e la Russia era nel mezzo di una guerra civile. Pertanto, la decisione dei Ruteni di entrare a far parte della Cecoslovacchia può essere stata importante solo nel creare, almeno inizialmente, buoni rapporti tra i leader della Rutenia carpatica e la Cecoslovacchia. 

### Il ventennio cecoslovacco (1919-1939)

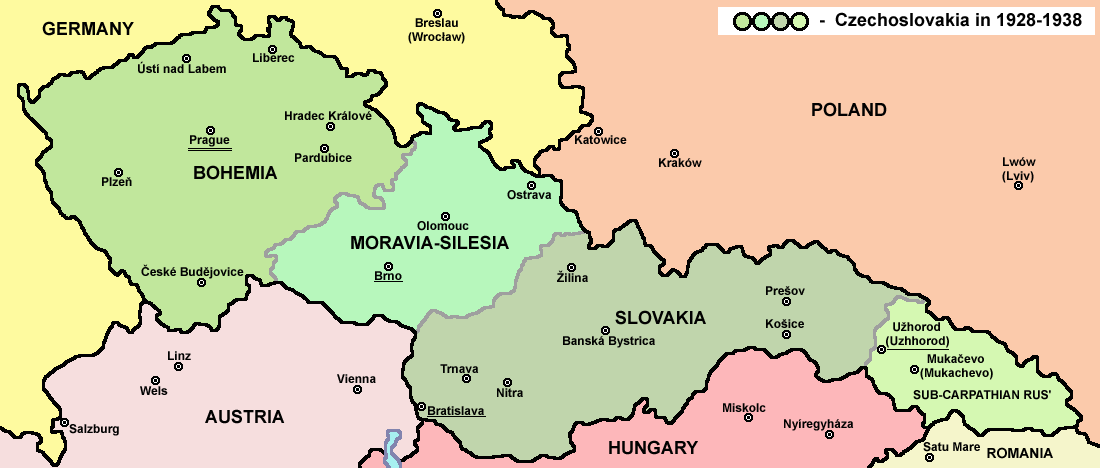
Rutenia Subcarpatica all'interno della Cecoslovacchia (1928)

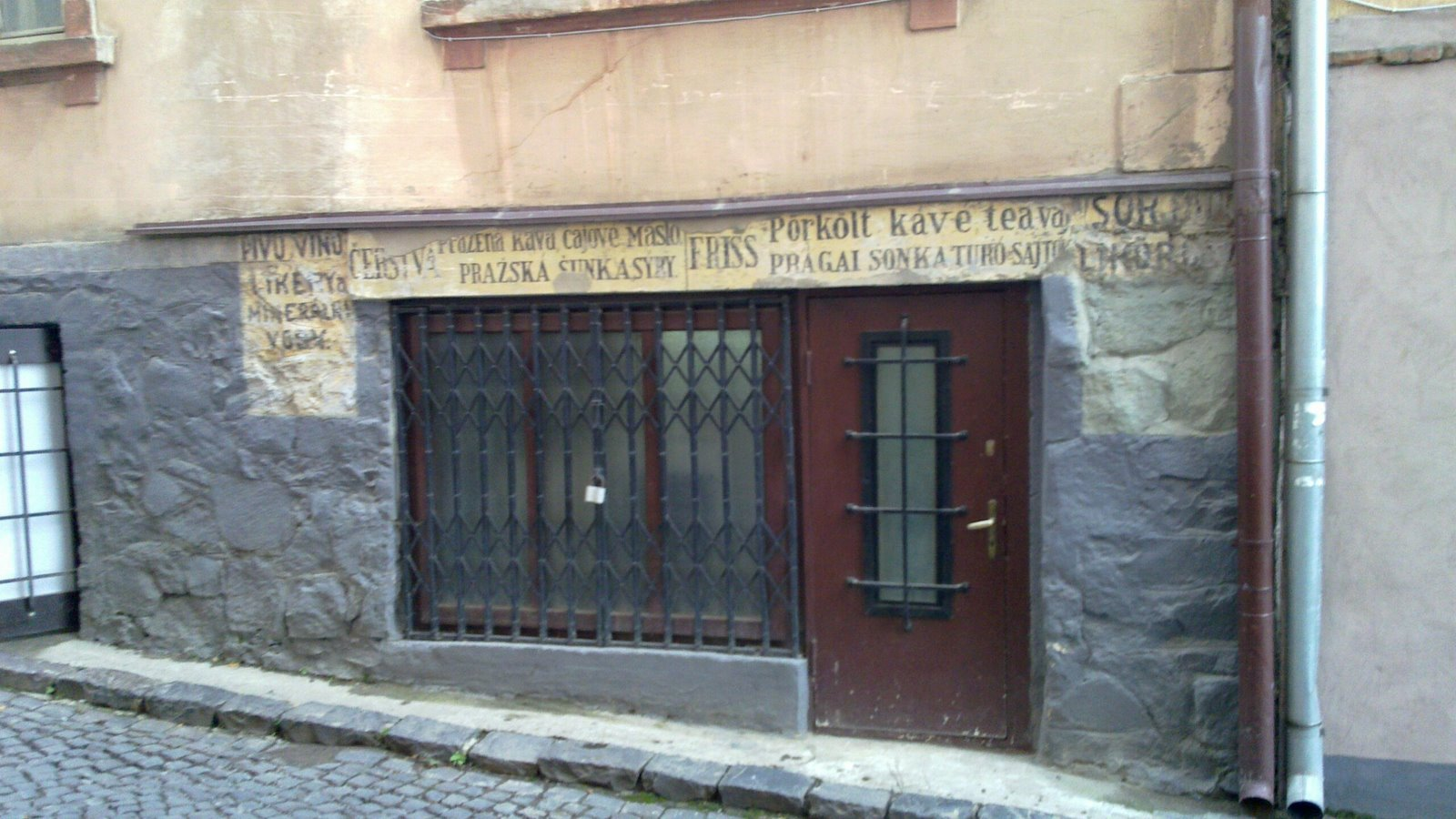
Un negozio di alimentari di Užhorod con insegne bilingui in slovacco e in ungherese. Risale al periodo cecoslovacco.

Cessioni territoriali all'Ungheria con il Primo Arbitrato di Vienna

Con la caduta dell'Impero austro-ungarico, molti ruteni chiesero l'unione con l'Ucraina, altri invece domandarono di diventare russi, mentre altri ancora preferivano un'autonomia all'interno dello stato ungherese. Le Potenze vincitrici della prima guerra mondiale stabilirono tuttavia l'annessione della Rutenia subcarpatica alla Cecoslovacchia, stato di nuova costituzione nato dalle macerie della Duplice Monarchia. L'annessione, salutata con favore dalle assemblee nazionali rutene, ma paventata dai delegati cechi e slovacchi che si erano resi conto dell'arretratezza della regione, fu di fatto imposta alla Cecoslovacchia per effetto del Trattato di Saint-Germain del 10 settembre 1919 in quanto quest'ultima si era rivelata lo stato politicamente più stabile nell'Europa centrale, e quindi anche quello più adatto a gestire un territorio etnicamente così eterogeneo.
L'articolo 53 del Trattato di Saint-Germain-en-Laye (10 settembre 1919) garantiva l'autonomia dei ruteni dei Carpazi, che in seguito fu in qualche misura confermata dalla Costituzione cecoslovacca. Secondo la Costituzione cecoslovacca del 1920, l'antica regione del Regno di Ungheria, la terra rutena (Ruszka Krajna), fu ufficialmente ribattezzata Rutenia subcarpatica (Podkarpatská Rus).
Alcuni diritti furono tuttavia negati da Praga, che giustificò le sue azioni sostenendo che il processo doveva essere graduale; e la rappresentanza rutena a livello nazionale incise in modo inferiore a quanto sperato.
Nel 1920 l'area fu utilizzata come corridoio per armi e munizioni per i polacchi antisovietici che combattevano nella guerra polacco-sovietica direttamente a nord, mentre i comunisti locali sabotavano i treni e cercavano di aiutare la parte sovietica.
Žatkovič fu nominato governatore della provincia da Masaryk il 20 aprile 1920 e si dimise quasi un anno dopo, il 17 aprile 1921, per tornare alla sua pratica legale a Pittsburgh, in Pennsylvania, negli Stati Uniti. La ragione delle sue dimissioni è stata l'insoddisfazione dei confini con la Slovacchia.
Il suo mandato fu un'anomalia storica, in quanto Žatkovič fu l'unico cittadino americano ad agire come governatore di una provincia che in seguito divenne parte dell'Unione Sovietica.
Nel 1928, la Cecoslovacchia fu divisa in quattro province e una di esse era la Rutenia subcarpatica. Nel periodo 1918-1938 il governo cecoslovacco decise di portare la regione, allora molto sottosviluppata (70% della popolazione analfabeta, nessuna industria, stile di vita pastorale) allo stesso livello della Cecoslovacchia. Migliaia di insegnanti, poliziotti, impiegati e uomini d'affari cechi si trasferirono nella regione. Il governo cecoslovacco investì per costruire migliaia di chilometri di ferrovie, strade, aeroporti, centinaia di scuole ed edifici residenziali.
Nonostante la Cecoslovacchia si fosse obbligata a concedere ai ruteni un'ampia autonomia, il parlamento locale non venne mai convocato e la regione fu nei fatti governata centralmente fino al 1938 col nome di Rutenia Subcarpatica e con capitale Užhorod. Dai confini di tale regione furono inoltre esclusi circa 150.000 ruteni, attribuiti alla regione della Slovacchia.
L'uso della lingua ucraina non è stato represso in Cecoslovacchia durante il periodo tra le due guerre, a differenza degli altri tre paesi con una forte minoranza ucraina (Unione Sovietica, Polonia e Romania). Ciononostante, il 73% dei genitori locali votò contro l'educazione della lingua ucraina per i propri figli in un referendum condotto in Rutenia dei Carpazi nel 1937.
A dispetto dei notevoli sviluppi tecnici ed economici raggiunti in epoca cecoslovacca, la regione rimase comunque ancora depressa e lacerata da tendenze secessioniste; veniva difatti riconosciuta la stretta parentela culturale e linguistica con gli ucraini al di là dei Carpazi. Nelle elezioni del 1935 i partiti favorevoli al governo di Praga ottennero solamente 25% dei voti, mentre il 63% dei voti fu assegnato a gruppi autonomisti, secessionisti o comunque ostili al governo.

#### Autonomia dell'Ucraina carpatica (1938-1939)

La questione del corridoio subcarpatico fu discussa alla Conferenza di Monaco

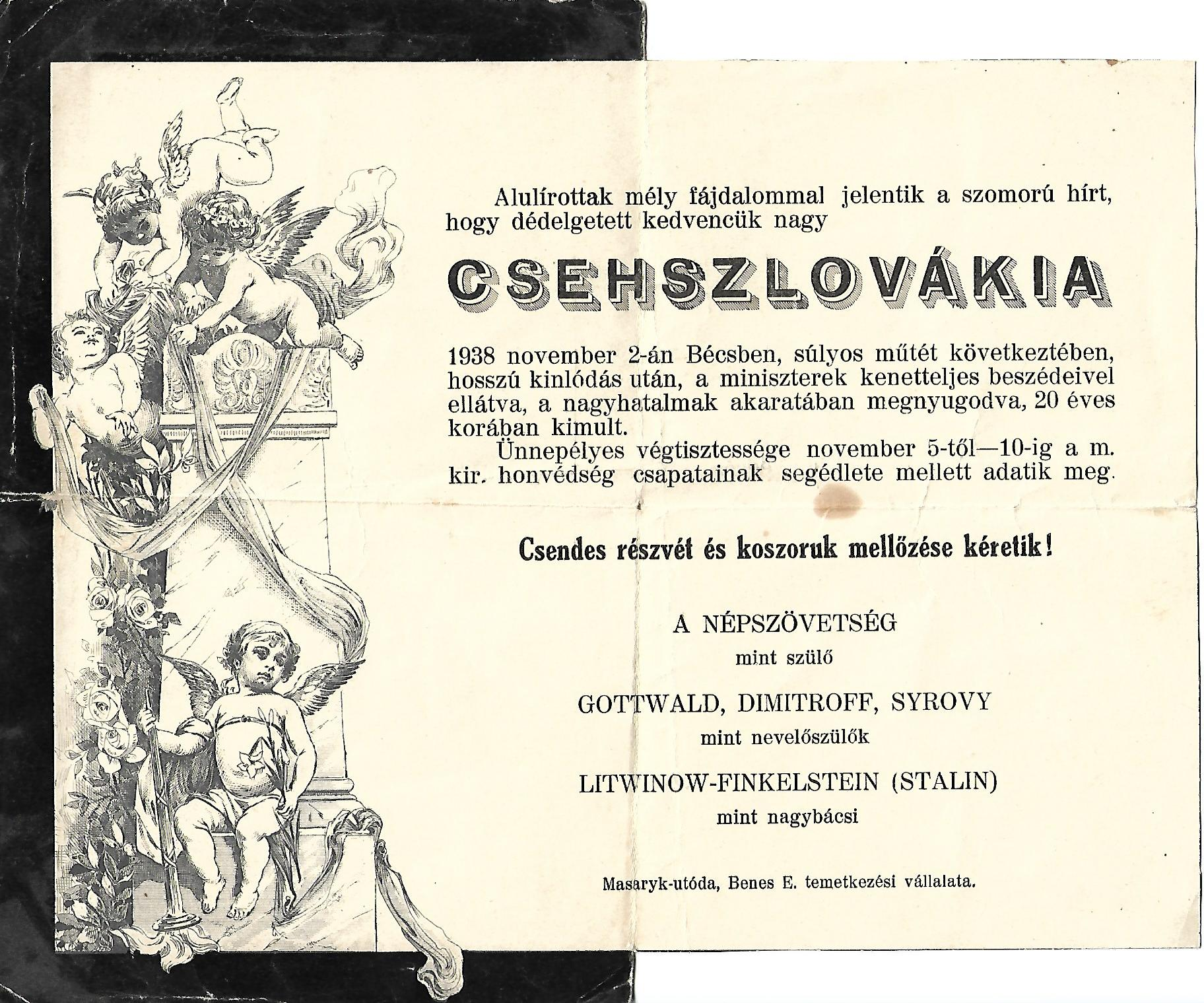
Volantino in ungherese informa dei risultati del Primo Arbitrato di Vienna, della disintegrazione della Cecoslovacchia e dell'imminente ingresso delle truppe ungheresi.

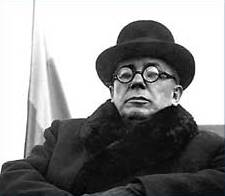
Augustin Vološin

Nel periodo immediatamente successivo alla Conferenza di Monaco, la Rutenia subcarpatica (analogamente alla Slovacchia) dichiarò la propria autonomia all'interno della Cecoslovacchia e formò il proprio primo governo, con Andrej Bródy primo ministro (11 ottobre 1938). Solamente poche settimane dopo, per effetto del Primo Arbitrato di Vienna (2 novembre) - un risultato dell'Accordo di Monaco - la Cecoslovacchia fu costretta a cedere una larga fascia di confine con l'Ungheria, tra cui appunto la porzione meridionale della Rutenia subcarpatica (con Mukačevo/Munkács e Užhorod/Ungvár), che era abitata da magiari. Il capoluogo della regione venne quindi spostato a Chust/Huszt. Con le dimissioni del governo Brody dopo una crisi politica locale, Augustin Vološin divenne primo ministro del nuovo governo. Nel dicembre del 1938, la Rutenia subcarpatica fu ribattezzata Ucraina Carpatica.
Divenne presto chiaro che l'Ungheria non intendeva accontentarsi dei territori etnicamente ungheresi, ma che mirava alla revisione completa del Trattato del Trianon e alla restaurazione della Grande Ungheria. Fu così che, a poche settimane dall'arbitrato di Vienna, il governo Horthy si preparò ad un'invasione; l'attacco fu evitato in extremis grazie al veto posto dalle potenze dell'Asse, che non intendevano perdere la faccia permettendo all'Ungheria di violare l'arbitrato. La regione conobbe così un periodo di tregua nei confronti degli appetiti ungheresi.

### Seconda guerra mondiale: indipendenza e occupazione ungherese (1939-1944)

L'Ungheria di Miklós Horthy annette la Rutenia subcarpatica tra 1938 e 1939

Nel giro di pochi mesi la Cecoslovacchia cessò tuttavia di esistere: mentre la Germania creava il Protettorato di Boemia e Moravia e veniva proclamata la Repubblica Slovacca, il piccolo territorio, col nome di Repubblica dell'Ucraina carpatica e con il reverendo Augustin Vološin come capo di Stato, proclamò la propria indipendenza (15 marzo 1939).
Approfittando del momento favorevole, la vicina Ungheria invase l'Ucraina carpatica lo stesso giorno, violando così il Primo arbitrato di Vienna e ponendo fine il 18 marzo alla brevissima indipendenza rutena. Alla liquidazione della Carpato-Ucraina, nel territorio annesso fu installato il Governatorato di Subcarpazia, diviso in tre filiali amministrative di Ung (Ungvár), Bereg (Munkács) e Máramaros (Huszt), con ungherese e ruteno come lingue ufficiali.
Con questa rapida mossa Budapest poté annettersi un territorio di 12.000 km² e 622.000 abitanti, di cui però solamente 10% di lingua ungherese. L'Ungheria poté così inoltre stabilire un confine diretto con la Polonia, il che nell'autunno 1939 permise a più di 100.000 soldati e civili polacchi di trovare rifugio dall'avanzata delle truppe tedesche.
L'invasione ungherese fu seguita da alcune settimane di terrore in cui più di 27.000 persone vennero uccise senza processo. Oltre 75.000 ucraini decisero di chiedere asilo in URSS; di questi quasi 60.000 poi perirono nei gulag.  Altri si arruolarono nell'esercito cecoslovacco.
La regione rimase ungherese, finché passò sotto occupazione tedesca (19 marzo 1944) e rimase esposta alle più crudeli atrocità: nel giro di un paio di mesi oltre 100.000 ebrei dell'Ucraina subcarpatica vennero rastrellati e portati ad Auschwitz, dove il 90% trovò la morte. Già nell'autunno 1944 l'Armata rossa sopraggiungente fece fuggire verso ovest i reparti tedeschi, seguiti dai molti ungheresi espulsi.

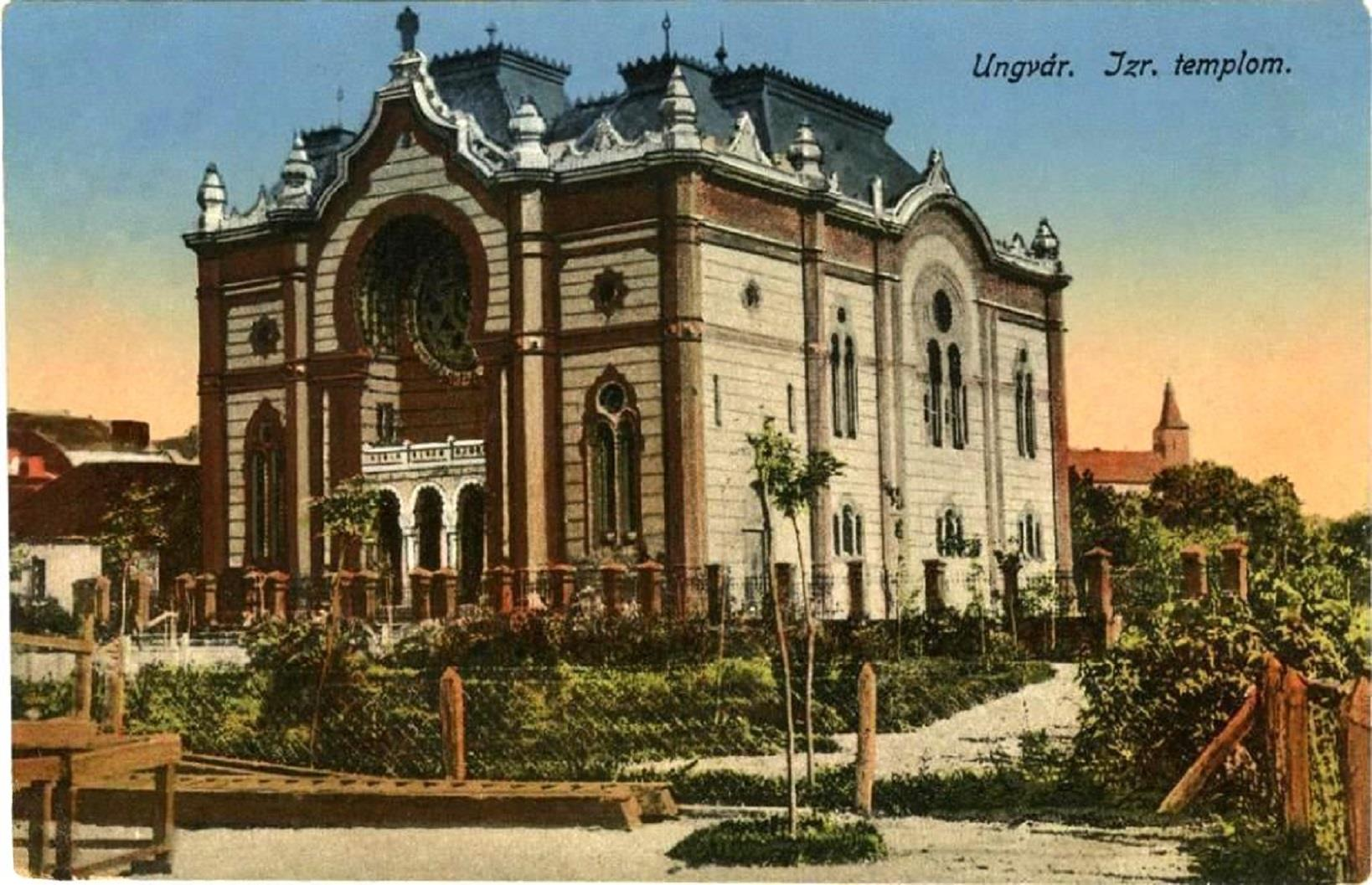
Grande sinagoga di Užhorod

Memorie e studi storici forniscono molte prove del fatto che nel XIX e all'inizio del XX secolo le relazioni ebraico-rutene erano generalmente pacifiche. Nel 1939, i registri del censimento mostravano che 80.000 ebrei vivevano nella provincia autonoma di Rutenia. Gli ebrei costituivano circa il 14% della popolazione prebellica, concentrata soprattutto nelle città più grandi, in particolare Mukačevo, dove costituivano il 43% della popolazione prebellica.
Dopo l'occupazione tedesca dell'Ungheria le politiche filo-naziste del governo ungherese portarono all'emigrazione e alla deportazione di ebrei di lingua ungherese, e altri gruppi che vivevano nel territorio furono decimati dalla guerra.
Durante l'Olocausto, 17 ghetti principali furono allestiti nelle città della Rutenia dei Carpazi, da cui tutti gli ebrei furono portati ad Auschwitz per lo sterminio. I ghetti ruteni furono istituiti nel maggio del 1944 e liquidati nel giugno del 1944. La maggior parte degli ebrei della Rutenia subcarpatica furono uccisi, sebbene un certo numero sopravvisse, o perché nascosti dai loro vicini, o perché costretti ai lavori forzati, con cibo e riparo comunque garantiti.
La fine della guerra ebbe un impatto significativo sulla popolazione ungherese dell'area: 10.000 fuggirono prima dell'arrivo delle forze sovietiche. Molti dei restanti uomini adulti (25.000) furono deportati in Unione Sovietica; circa il 30% di loro morì nei gulag sovietici. Come risultato di questo sviluppo dal 1938, la popolazione ungherese e di lingua ungherese della Rutenia subcarpatica fu registrata in modo diverso in vari censimenti e stime da quel momento: il censimento del 1930 registrò 116.548 ungheresi, mentre il contestato censimento ungherese del 1941 mostra ben 233.840 magiarofoni nella regione. Stime successive mostrano 66.000 ungheresi nel 1946 e 139.700 nel 1950, mentre il censimento sovietico del 1959 registrava 146.247 ungheresi.

### La transizione all'Ucraina sovietica (1944-1945)

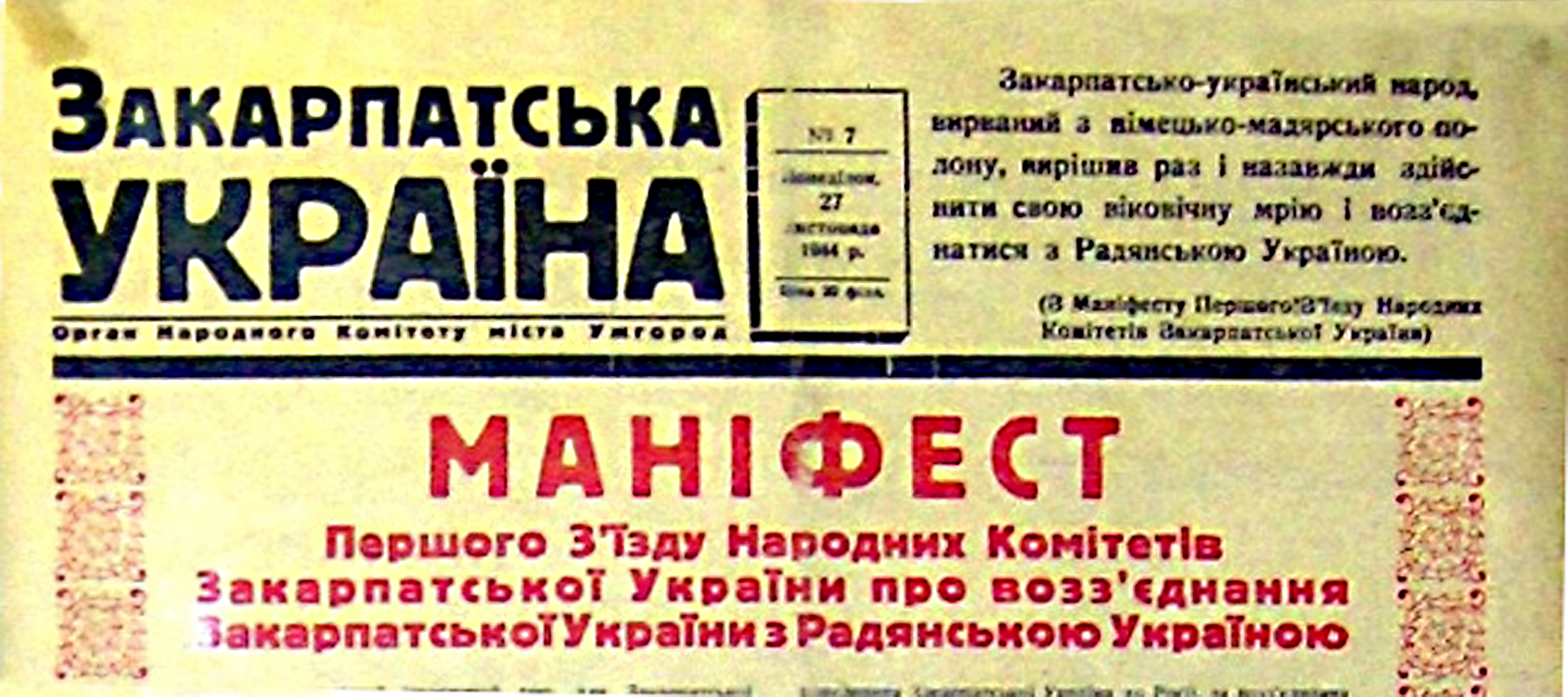
Prima pagina del giornale Ucraina Trascarpatica con il manifesto di unificazione all'Ucraina sovietica, 1944

Ritornata provvisoriamente alla Cecoslovacchia, la Rutenia subcarpatica votò il passaggio all'Unione Sovietica con il nome di Ucraina transcarpatica per decisione dell'assemblea nazionale rutena (26 novembre 1944); in realtà l'assemblea fu convocata dal partito comunista ruteno e seguì le indicazioni personali di Stalin, nonché le pressioni sovietiche. In seguito, le pressioni dei partiti comunisti cecoslovacchi, pilotati da Mosca, convinsero il capo del governo Edvard Beneš a cedere ufficialmente la regione all'URSS non appena finita la guerra. Fu così che il 29 giugno 1945 i ministri degli esteri dei due stati firmarono il trattato relativo; con l'occasione l'Unione Sovietica pretese leggere modifiche territoriali per inglobare anche alcuni comuni in territorio ungherese. I motivi che indussero a suo tempo l'URSS ad impadronirsi di questo territorio mitteleuropeo furono essenzialmente di ordine strategico-militare; l'armata rossa poteva tenere saldamente un piede nella pianura pannonica al centro dell'Europa e le sue forze corazzate potevano in breve tempo piombare su alcune capitali europee. Ancor oggi la Rutenia subcarpatica detiene una posizione privilegiata in un'ottica strategico-militare.
La liberazione dell'ex territorio della Cecoslovacchia iniziò con l'offensiva strategica dei Carpazi orientali nell'autunno del 1944. Essa consistette in due parti: la battaglia del passo di Dukla, nel tentativo di sostenere l'insurrezione nazionale slovacca, e la battaglia di Užhorod per sfondare nelle pianure ungheresi e circondare le truppe tedesche in Transilvania. Il 28 ottobre 1944, al termine della campagna offensiva, la maggior parte del territorio della Rutenia subcarpatica era sotto il controllo dall'Armata Rossa dei Lavoratori-Contadini (RKKA).
La delegazione del governo cecoslovacco guidata dal ministro František Němec arrivò a Chust per stabilire l'amministrazione provvisoria cecoslovacca, in base agli accordi tra i governi sovietico e cecoslovacco dell'8 maggio 1944, secondo cui una volta che un territorio liberato della Cecoslovacchia cessava di essere una zona di combattimento dell'Armata Rossa, quelle terre venivano trasferite sotto il pieno controllo del potere statale cecoslovacco.
Tuttavia, dopo alcune settimane, l'Armata Rossa e l'NKVD iniziarono a ostacolare il lavoro della delegazione cecoslovacca.  Le comunicazioni tra Chust e il governo cecoslovacco in esilio a Londra furono ostacolate e i funzionari cecoslovacchi furono costretti a usare la radio clandestina.  Il 14 novembre 1944 la radio clandestina "Vladislav" trasmise il seguente messaggio da Chust a Londra: "l'Armata Rossa soggioga tutto a sé. Chiediamo informazioni, che siano discusse con il governo. La nostra situazione è critica. È in corso una campagna aperta per unire l'Ucraina subcarpatica con l'Unione Sovietica. Reclutamento forzato nei ranghi dell'Armata Rossa. Il popolo non è istruito. In attesa di consigli. Abbiamo urgentemente bisogno di istruzioni da parte del governo."
Nel novembre 1944 a Mukačevo ebbe luogo una riunione di rappresentanti dell'organizzazione del partito comunista dei sette distretti locali che crearono un comitato organizzativo per convocare una conferenza del partito. Il 19 novembre 1944 alla conferenza di Mukačevo fu istituito il Partito Comunista dell'Ucraina Transcarpatica. La conferenza inoltre adottò la decisione di unificare la Rutenia dei Carpazi con l'SSR Ucraina, rafforzando i comitati popolari come organi di autorità rivoluzionaria, organizzazione di aiuto per l'Armata Rossa, ed altri. La conferenza elesse anche il suo comitato centrale e il suo primo segretario che divenne Ivan Turjanycja, e programmò in una settimana di tenere un congresso dei comitati popolari il 26 novembre 1944.
Il "Comitato nazionale della Transcarpazia-Ucraina" venne istituito a Mukačevo sotto la protezione dell'Armata Rossa. Il 26 novembre questo comitato, guidato da Ivan Turjanycja (un ruteno che aveva abbandonato l'esercito cecoslovacco) proclamò la volontà del popolo ucraino di separarsi dalla Cecoslovacchia e di unirsi all'Ucraina sovietica. Dopo due mesi di conflitti e negoziati, la delegazione del governo cecoslovacco lasciò Chust il 1º febbraio 1945, lasciando l'Ucraina dei Carpazi sotto il controllo sovietico.
Dopo la seconda guerra mondiale, il 29 giugno 1945, la Cecoslovacchia firmò un trattato con l'Unione Sovietica, cedendo ufficialmente la Carpato-Ucraina.

### La Transcarpazia nell'Ucraina sovietica (1945-1991)
Il 29 giugno 1945, la Cecoslovacchia firmò un trattato con l'Unione Sovietica, cedendo ufficialmente la Rutenia subcarpatica e lo snodo ferroviario di Čop. Tra il 1945 e il 1947, le nuove autorità sovietiche fortificarono i nuovi confini e nel luglio del 1947 dichiararono la Transcarpazia come "zona ristretta di altissimo livello", con checkpoint sui passi di montagna che collegavano la regione al resto dell'Ucraina.
Nel dicembre del 1944 il Consiglio Nazionale dell'Ucraina transcarpatica istituì un tribunale popolare speciale a Užhorod per processare e condannare tutti i collaboratori con i regimi precedenti - inclusa sia l'Ungheria sia la Carpato-Ucraina. Il tribunale fu autorizzato a condannarli a 10 anni di lavoro forzato o alla pena di morte. Diversi leader ruteni, tra cui Andrej Bródy e Štefan Fencyk, furono condannati e giustiziati nel maggio 1946. Anche Augustin Vološin morì in prigione. L'entità della repressione mostrò a molti attivisti carpato-ruteni come non sarebbe stato possibile trovare un accomodamento con il prossimo regime sovietico come lo era stato con tutti i precedenti.
Dopo aver distrutto la Chiesa greco-cattolica nella Galizia orientale nel 1946, le autorità sovietiche fecero pressione per il ritorno all'Ortodossia delle parrocchie greco-cattoliche anche in Transcarpazia, organizzando l'incidente e la morte del vescovo recalcitrante Teodoro Romža il 1º novembre 1947. Nel gennaio 1949 l'eparchia di Mukačevo fu dichiarata illegale; i sacerdoti e le suore rimanenti furono arrestati e le proprietà della Chiesa furono nazionalizzate e distribuite per uso pubblico o prestate alla Chiesa ortodossa russa (Patriarcato di Mosca), unica autorità religiosa accettata nella regione.
Anche le istituzioni culturali erano proibite, tra cui la russofila Società Duchnovič, l'ucrainofila Prosvita e la Società Letterata Subcarpatica. Furono fatti circolare nuovi libri e pubblicazioni, tra cui la Zakarpats'ka Pravda (130 000 copie). L'Università di Užhorod fu aperta nel 1945. Nel 1967 furono aperti oltre 816 cinema per assicurare l'indottrinamento della popolazione al marxismo-leninismo. La lingua ucraina è stata la prima lingua di insegnamento nelle scuole di tutta la regione, seguita dal russo, utilizzato all'università. La maggior parte delle nuove generazioni aveva una conoscenza passiva della lingua rutena, ma nessuna conoscenza della cultura locale. Gli intellettuali ruteni del XIX secolo furono etichettati come "membri della classe reazionaria e strumenti dell'oscurantismo vaticano". L'inno ruteno fu bandito dall'esibizione pubblica. La cultura e le canzoni popolari dei ruteni carpatici vennero promosse, ma presentate come parte della cultura regionale della Transcarpazia come una variante locale della cultura ucraina.
Già nel 1924, il Comintern aveva dichiarato ucraini tutti gli abitanti slavi orientali della Cecoslovacchia. Con il censimento del 1946, tutti i ruteni furono registrati come ucraini; chiunque si aggrappasse alla vecchia etichetta era considerato un separatista e un potenziale controrivoluzionario.
Già nel febbraio del 1945, il Consiglio nazionale procedette a confiscare 53.000 ettari di terra da grandi proprietari terrieri e a ridistribuirla a 54.000 famiglie di contadini (37% della popolazione). La collettivizzazione forzata dei terreni iniziò nel 1946; circa 2000 contadini furono arrestati durante le proteste del 1948-49 e mandati ai lavori forzati nei gulag. La collettivizzazione, compresa dei pastori di montagna, fu completata nel maggio del 1950. Le decisioni di pianificazione centrale stabilirono che la Transcarpazia divenisse una "terra di frutteti e vigneti" tra il 1955 e il 1965, piantando 98.000 ettari con scarsi risultati. Anche il tentativo di coltivare tè e agrumi fallì a causa del clima inadatto. La maggior parte dei vigneti furono sradicati venti anni dopo, durante la campagna anti-alcol di Gorbačëv nel 1985-87.
Il periodo sovietico significò anche il potenziamento dell'industrializzazione in Transcarpazia. Segherie di proprietà statale, impianti chimici e di trasformazione alimentare vennero ampliati, con la fabbrica di tabacco di Mukačevo e la miniera di salgemma di Solotvyno tra le più grandi. Tali industrie poterono fornire un impiego costante ai residenti della regione, oltre alla tradizionale agricoltura di sussistenza. E mentre le tradizionali rotte della migrazione per lavoro verso i campi dell'Ungheria o le fabbriche degli Stati Uniti nord-occidentali erano ora chiuse, i ruteni e i rumeni della Transcarpazia potevano ora spostarsi per lavoro stagionale nel nord e nell'est della Russia.
Gli abitanti dell'oblast' crebbero costantemente nel periodo sovietico, da 776.000 nel 1946 a oltre 1,2 milioni nel 1989. Užhorod aumentò i suoi residenti di cinque volte, da 26.000 a 117.000, e Mukačevo allo stesso modo da 26.600 a 84.000. Questo aumento della popolazione rifletté anche cambiamenti demografici. L'arrivo dell'Armata Rossa significò la partenza di 5.100 magiari e 2.500 tedeschi, mentre i 15-20.000 ebrei sopravvissuti all'Olocausto decisero di trasferirsi prima che i confini fossero sigillati. Nel 1945, circa 30.000 ungheresi e tedeschi furono internati e mandati in campi di lavoro nell'Ucraina orientale e in Siberia; benché amnistiati nel 1955, circa 5.000 non tornarono. Nel gennaio 1946 furono deportati altri 2.000 tedeschi. In cambio, un gran numero di ucraini e russi si trasferirono in Transcarpazia, dove trovarono lavoro nell'industria, nell'esercito o nell'amministrazione civile. Nel 1989, circa 170.000 ucraini (principalmente della vicina Galizia) e 49.000 russi vivevano in Transcarpazia, principalmente in nuovi quartieri residenziali nelle principali città di Užhorod e Mukačevo, dove la lingua dominante era presto passata dall'ungherese e dallo yiddish al russo. Continuavano a essere considerati nuovi arrivati (novoprybuli) a causa della loro disconnessione dalle campagne di lingua rutena e ungherese.

### La Transcarpazia nell'Ucraina indipendente (1991)
Il territorio della Rutenia subcarpatica già integrato nel dopoguerra nella Repubblica Socialista Sovietica Ucraina, al momento della dissoluzione dell'URSS è passato a far parte dell'Ucraina indipendente come oblast' di Transcarpazia.
Nel luglio 1991 l'SSR ucraino ha adottato una legge sui referendum che è durata fino al 2012. Poco dopo il Putsch di agosto a Mosca (19–22), il 24 agosto 1991 la Verchovna Rada (parlamento) della SSR ucraina proclamò la sua indipendenza e proibì anche il Partito Comunista nella repubblica. La nomenklatura locale rimase confusa per diversi giorni a seguito di quegli eventi. Il movimento nazionale ucraino (Ruch) e altri attivisti democratici stavano organizzando proteste in tutta l'oblast'. Ovunque stavano adottando richieste per vietare il Partito Comunista. Il consiglio locale della città di Užhorod ribattezzò Piazza Lenin come Piazza del Popolo.  Il 30 agosto 1991, durante una protesta di varie migliaia di persone a Užhorod, fu rimosso un monumento a Lenin.  Alcuni altri insediamenti rimossero anche i monumenti di Lenin, mentre altri resistettero.  Così è stato a Tjačiv il comune di cui ha anche adottato la decisione di rimuovere il monumento, eppure alcuni "sostenitori locali di Lenin" di etnia rom hanno attaccato gli attivisti della Ruch. A causa del sostegno del consiglio regionale di Transcarpazia agli organizzatori di putsch a Mosca (GKČP), le forze democratiche locali stavano chiedendo al consiglio di annunciarne lo scioglimento. Tra queste forze democratiche c'erano membri del consiglio comunale di Užhorod, il gruppo di deputati "Piattaforma democratica" nel consiglio regionale, Movimento nazionale ucraino, Partito repubblicano ucraino, Partito democratico ucraino, Federazione culturale ungherese in Transcarpazia (KMKSZ), Associazione Ševčenko per la Lingua Ucraina, e il ramo regionale della Prosvita.
A causa della situazione nella regione, il 26 agosto 1991 il vicepresidente del consiglio regionale Jurij Vorobec' firmò un ordine per tenere una sessione straordinaria del consiglio il 30 agosto, ma il 29 agosto il capo del consiglio Mychajlo Vološčuk (ex primo segretario del comitato del partito comunista regionale di Transcarpazia) rinviò la seduta con un ordine separato.  Il 28 agosto 1991 la richiesta di una sessione straordinaria fu sostenuta dalla Lega Democratica della Gioventù di Transcarpazia, che in precedenza faceva parte del Komsomol' dell'Ucraina (LKSMU).  Per alleviare la pressione, Vološčuk approvò una composizione di una vice commissione provvisoria per l'ispezione dell'attività dei funzionari durante il putsch che consisteva di 17 membri per lo più del Partito comunista recentemente sciolto e una coppia di membri di Ruch (Mychajlo Tyvodar e Ljubov' Karavanska). Allo stesso tempo, Vološčuk cercava urgentemente altre posizioni dirigenziali per altri funzionari del partito che avevano perso il lavoro con la recente liquidazione del partito. Allo stesso tempo, l'ispettorato regionale (comitato esecutivo) registrò improvvisamente 208 comunità religiose e trasferì 83 chiese come propri edifici di proprietà.
Il governo subcarpatico decise di scommettere su azioni separatiste. Il 27 agosto 1991 il consiglio comunale di Mukačevo decise di chiedere al consiglio regionale di Zakarpattja di adottare una decisione relativa alla proclamazione della regione come "territorio autonomo transcarpatico dell'Ucraina". In due giorni il consiglio del Raion di Mukačevo ha deciso di chiedere al consiglio regionale di presentare una petizione alla Verchovna Rada (parlamento ucraino) per "concedere lo status di Repubblica autonoma all'oblast' di Transcarpazia".  Quest'ultima decisione è stata sostenuta dal consiglio del Raion di Berehove, dal consiglio comunale di Užhorod e dal consiglio del Raion di Svaljava. Il 1º settembre 1991 a Mukačevo, l'Associazione dei Carpato-Ruteni organizzò un picchetto con slogan anti-ucraini (ucrainofobi) e accuse di "forte ucrainizzazione dei ruteni". Alla riunione sono state adottate dichiarazioni con domanda di autonomia e realizzazione di un referendum regionale sulla questione. Il 15 settembre 1991 la stessa domanda è stata avanzata dalla KMKSZ. Quei ruteni contestarono la legalità dell'unificazione della Rutenia subcarpatica con la SSR ucraina nel 1945.
Entro la fine di settembre 1991 nell'oblast' di Transcarpazia si erano formati due campi politici opposti. Un campo pro-ucraino si è unito attorno al movimento nazionale ucraino includendo anche URP, DemPU, Partito dei Verdi, Associazione Ševčenko di lingua ucraina, filiali regionali di Prosvita, Memorial e altri. Tale fazione era sostenuta anche da studenti dell'Università statale di Užhorod, diversi membri del consiglio comunale di Užhorod, l'Eparchia di Mukačevo e una piccola fazione di deputati nel consiglio regionale. Il campo filo-ucraino stava cercando di rieleggere il consiglio regionale.
L'altra fazione era composto da simpatizzanti dei funzionari regionali della nomenklatura (ex comunisti) che erano sostenuti dall'Associazione dei Carpato-Ruteni, in seguito affiancato da KMKSZ (Associazione della Cultura Ungherese di Zakarpattja). Quest'ultimo campo è stato sostenuto anche dall'eparchia di Zakarpattja della Chiesa ortodossa russa, membri selezionati dell'Eparchia greco-cattolico di Mukačevo e dalla maggioranza del consiglio regionale. Tale fazione mirava a prevenire la rielezione del consiglio regionale e ad ottenere uno status autonomo per la regione.
Il 27 settembre 1991 fu finalmente annunciato la sessione straordinaria del consiglio regionale. La direzione del consiglio pianificò di terminare il suo lavoro lo stesso giorno, ma la sessione si protrasse fino al 31 ottobre 1991 e il centro della vita politica nell'Oblast' di Transcarpazia si era trasferito nel consiglio regionale e in Piazza del Popolo di fronte al palazzo del consiglio.
Nel 1991 la Zakarpattja divenne parte dell'Ucraina indipendente, tuttavia la sua popolazione (78%) votò per l'autonomia all'interno dell'Ucraina che non fu concessa.
Il 7 marzo 2007, il Consiglio dell'Oblast' di Transcarpazia ha riconosciuto l'etnia rutena.
Il 25 ottobre 2008, 100 delegati al Congresso dei Ruteni dei Carpazi hanno dichiarato la formazione della "Repubblica della Rutenia Carpatica".
La procura regionale ha intentato una causa contro il sacerdote Dmitrij Sydor e Jevhen Župan (membri della Chiesa ortodossa russa in Ucraina e in stretti rapporti con la Fondazione Russkij Mir), un deputato del partito Ucraina Nostra al consiglio regionale di Transcarpazia e presidente del Consiglio nazionale dei ruteni, con l'accusa di invadere l'integrità territoriale e l'inviolabilità dell'Ucraina. Il 1º maggio 2009, Svoboda ha bloccato l'organizzazione del terzo congresso europeo dei ruteni carpatici (un'entità filo-russa).